# TIM (azienda)
TIM S.p.A. (in precedenza Telecom Italia S.p.A.) è un'azienda italiana di telecomunicazioni, che offre servizi di telefonia fissa, pubblica, mobile, VoIP e Internet. Fornisce inoltre servizi e prodotti per la comunicazione, l’intrattenimento, la digitalizzazione e la transizione digitale.
L'azienda è detentrice dell'omonimo marchio TIM per la vendita di servizi di telefonia fissa e mobile in Italia; è presente anche in Brasile con TIM Brasil e nella Repubblica di San Marino con TIM San Marino.
TIM è anche il settimo gruppo economico italiano per fatturato e tra i primi cinquecento mondiali. La società è quotata nell'indice FTSE MIB della Borsa Italiana.
Membro dell'Istituto Europeo per le Norme di Telecomunicazione (ETSI) e fornitore di servizi nel Sistema Pubblico di Connettività (SPC), TIM gestisce una parte della connettività Internet e Intranet della pubblica amministrazione italiana in attesa del subentro dei fornitori (BT Italia, Tiscali e Vodafone Italia) aggiudicatari della gara Consip, in virtù del contratto stipulato nel 2016.
A partire dal 13 gennaio 2016 la società ha adottato il marchio unificato TIM, dismettendo definitivamente il vecchio marchio Telecom Italia, attivo dal 1994.
TIM opera in Italia e in Brasile fornendo tecnologie e servizi digitali a supporto della transizione digitale di entrambi i Paesi. Sviluppa inoltre servizi e prodotti in un’ottica di crescita sostenibile e innovazione nel settore pubblico e privato, integrando principi di sostenibilità, strategia climatica ed economia circolare.
Sostiene anche progetti di interesse sociale attraverso Fondazione TIM (in Italia) e Instituto TIM (in Brasile).
Attraverso TIM Enterprise, offre servizi e prodotti end-to-end per le aziende e la Pubblica Amministrazione, focalizzandosi su attività quali cloud, IoT e cybersecurity. Si avvale della rete di data center più estesa in Italia e delle competenze di Noovle, Olivetti e Telsy, società del Gruppo TIM, nonché di collaborazioni internazionali. Tramite Sparkle sviluppa infrastrutture per la rete mobile 4G e 5G e la rete fissa in fibra su scala internazionale.
Le attività in Brasile sono svolte attraverso TIM Brasil, tra le maggiori realtà nel mercato delle telecomunicazioni in Sud America, in particolare nella copertura per la rete mobile 4G e 5G.

## Storia

### Le origini

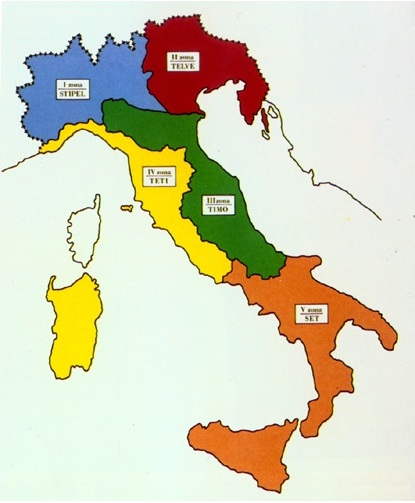
La suddivisione operata dal governo Mussolini

Il governo Mussolini, con il regio decreto-legge 8 febbraio 1923, n. 399, riorganizzò il sistema telefonico, dividendo il territorio italiano a partire dal 1925 in cinque zone gestite da cinque operatori differenti: in Lombardia, Piemonte e Valle d'Aosta (STIPEL), nelle Tre Venezie (TELVE), in Liguria, Italia centrale tirrenica e Sardegna (TETI), in Emilia-Romagna e Italia centrale adriatica (TIMO) e nell'Italia meridionale e Sicilia (SET).
Nel 1964 le cinque società si unirono sotto il nome di SIP.
Nello stesso anno la Società Finanziaria Telefonica (STET), facente parte del gruppo IRI per il settore delle telecomunicazioni, giunse a controllare: Telespazio, azienda attiva nell'ambito delle comunicazioni spaziali, Radiostampa, azienda responsabile dei servizi telegrafici e radiotelegrafici, e Italcable, azienda impegnata nelle telecomunicazioni intercontinentali. Nel 1964 STET creò inoltre il proprio centro di ricerca sperimentale del gruppo, ossia il Centro studi e laboratori telecomunicazioni (CSELT) di Torino, e, nel 1976, il campus della Scuola Superiore Guglielmo Reiss Romoli all'Aquila per le proprie attività di formazione.
Superata la crisi economica degli anni '70, che colpì anche SIP, gli anni '80 videro il piano di ristrutturazione della società con l'introduzione del nuovo marchio aziendale, una maggiore varietà di servizi e prodotti, nonché innovazioni sul piano tecnologico, come i nuovi sistemi informativi. Nel 1985, con il progetto San Salvador, cominciò il processo di digitalizzazione della rete telefonica su tutto il territorio italiano, a cui si aggiunse l'introduzione delle fibre ottiche, dopo avere realizzato in via sperimentale, nel 1977, la prima linea urbana a livello mondiale con progettazione e tecnologia CSELT.
Nel 1985 STET vendette alcune azioni SIP, passando dall'82% al 54% della quota azionaria, pur continuando a detenerne il controllo.
Nel 1993 iniziò l'avvento della rete intelligente, la quale offriva per la prima volta un'ampia gamma di servizi in tutta Italia, ad esempio il nuovo numero verde, esistente da qualche anno sulla rete telefonica generale (RTG) e sulla rete fonia-dati (RFD).

### Il riassetto e la fusione STET-SIP

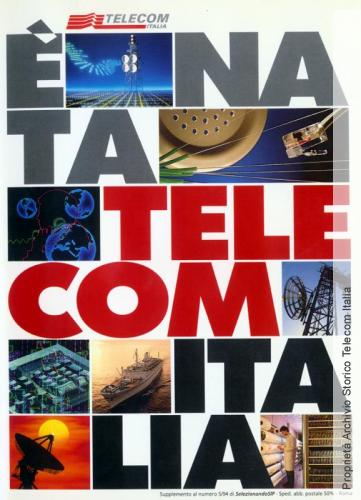
La nascita di Telecom Italia sulla copertina dell'opuscolo supplemento della rivista aziendale Selezionando Sip n.5, 1994

La nascita di Telecom Italia è strettamente legata al processo di liberalizzazione del settore delle telecomunicazioni, avviato negli Stati Uniti d'America all'inizio degli anni Ottanta e avvertito anche in Europa, dove fu fortemente connesso alla privatizzazione degli operatori nazionali.

#### Telecom Italia

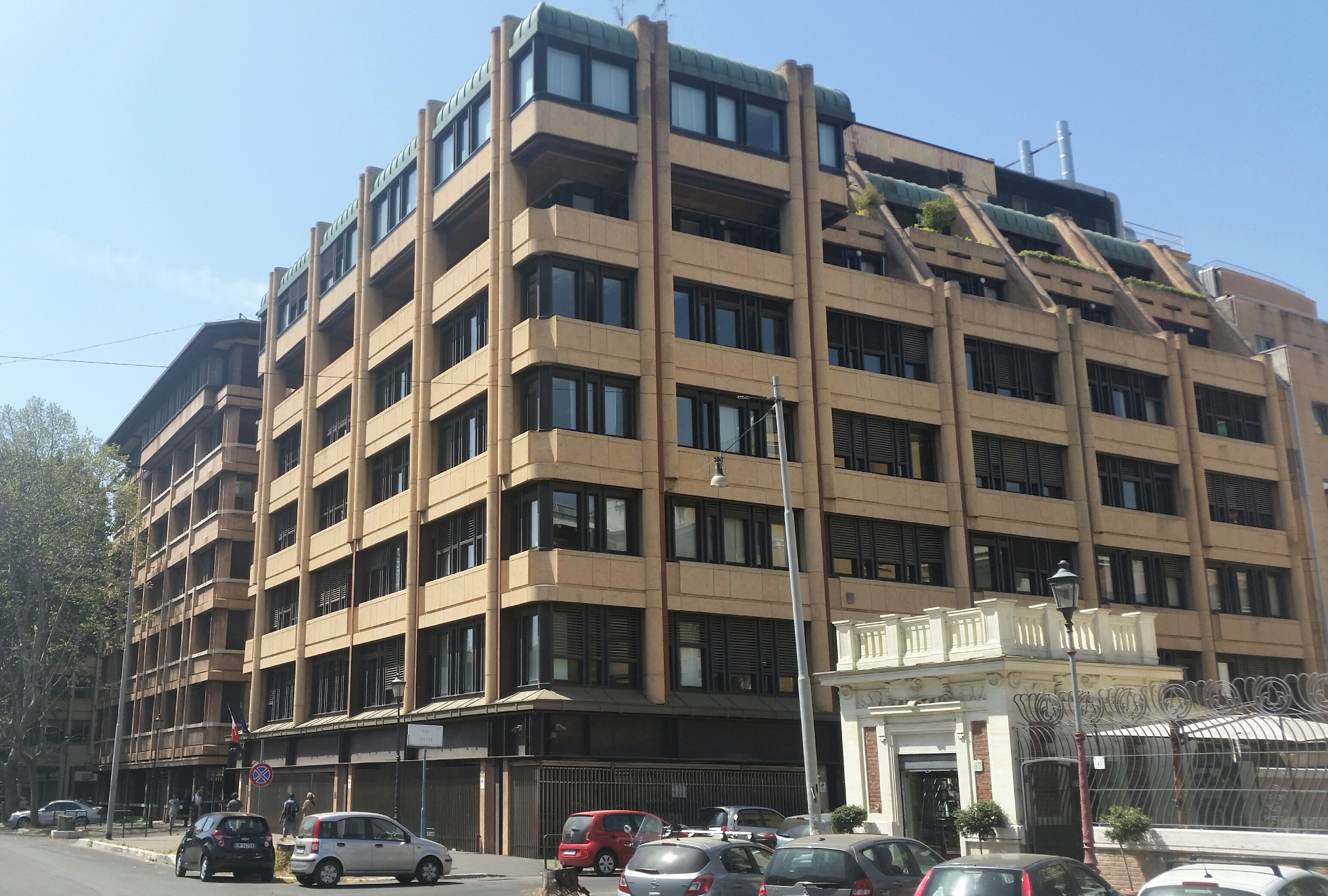
Direzione generale a Roma, Corso d'Italia, 41

Telecom Italia nacque formalmente il 27 luglio 1994, con l'atto di fusione deliberato dalle assemblee del 19 maggio dello stesso anno di SIP con Iritel, Telespazio, Italcable e SIRM, società del gruppo STET già operative nel settore delle telecomunicazioni. Ciò faceva seguito al "piano di riassetto del settore delle telecomunicazioni" presentato al Ministero del tesoro dall'IRI il 30 giugno 1993, nel quadro delle disposizioni contenute nella legge n.58 del 29 gennaio 1992.

#### Telecom Italia Mobile
Nel 1995, con una scissione parziale dalla casa madre, nacque Telecom Italia Mobile (TIM), il cui capitale era controllato per il 63,01% da STET. Per massimizzare l'incasso dalla prevista privatizzazione viene deciso, nel 1997, di portare avanti il piano cosiddetto di SuperSip, ovvero la concentrazione di tutte le attività operative nella società da mettere in vendita. La Finanziaria STET e Telecom Italia vennero quindi fuse: la nuova società prese il nome di Telecom Italia.
Verso la fine del 1996, durante la direzione di Vito Gamberale ed Ernesto Pascale, TIM fu il primo operatore mondiale a lanciare un piano tariffario basato su una carta prepagata su rete GSM, che generò in poco tempo una rapida crescita della telefonia mobile. In merito allo sviluppo della rete in fibra ottica, venne inaugurato il progetto Socrate, poi abbandonato a causa dei costi elevati.

#### Privatizzazione Pagine Gialle
Contestualmente, Seat Pagine Gialle venne scissa da Telecom Italia e nel 1996 venne portata a termine la privatizzazione a favore di Ottobi, cordata formata da De Agostini (maggior azionista), Telecom (20%), COMIT e Investitori Associati.

### 1997: la privatizzazione

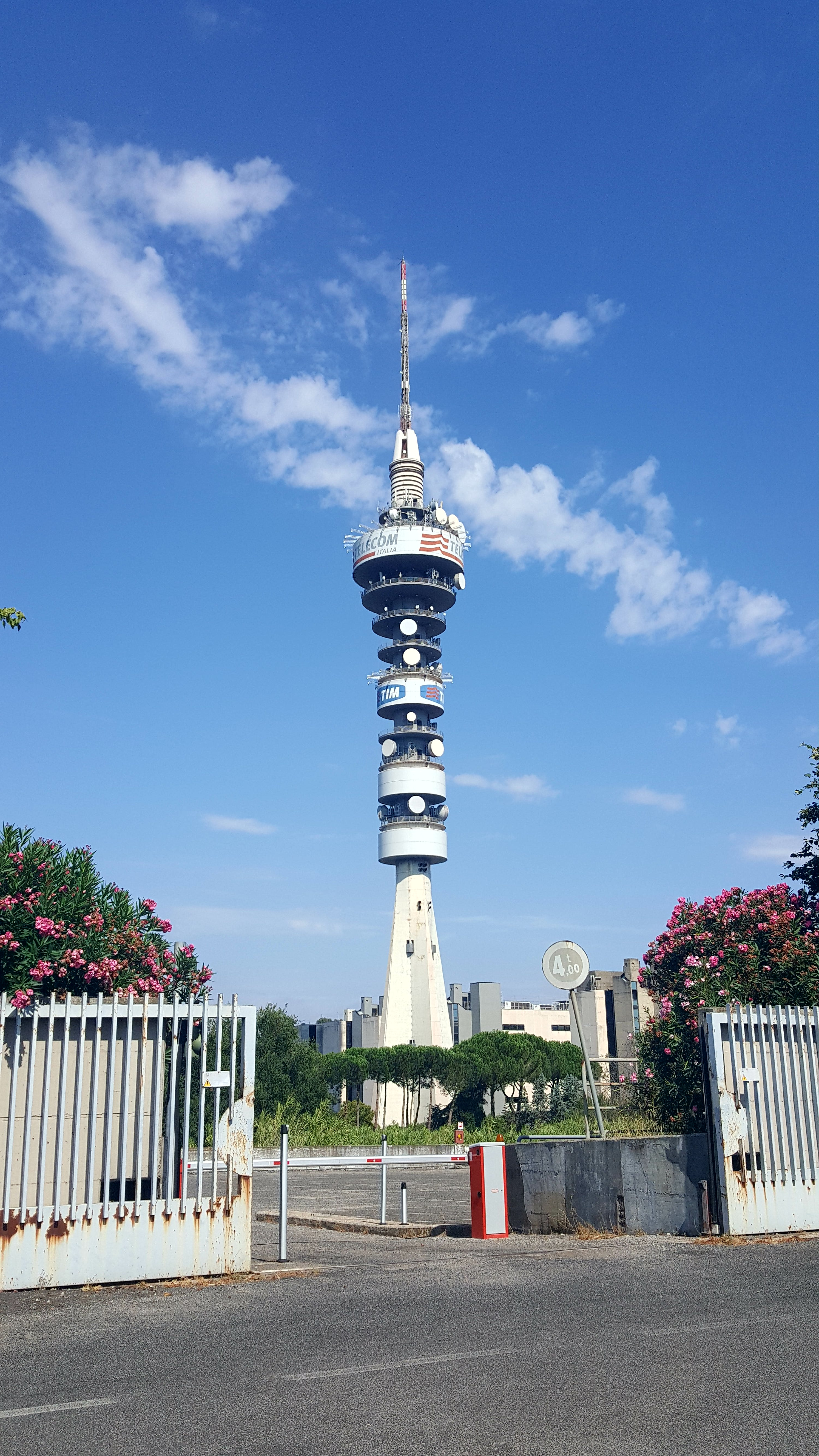
Torre Telecom Italia a Roma, via Mario Carucci

Sotto la presidenza di Guido Rossi e in seguito all'uscita di Ernesto Pascale, il 20 ottobre 1997 venne attuata dal governo Prodi la privatizzazione della società: dalla vendita del 35,26% del capitale si ricavarono circa 26 000 miliardi di lire. La privatizzazione, che comportò la quasi totale uscita del Ministero del tesoro dall'azionariato Telecom, venne realizzata con la modalità del cosiddetto "nocciolo duro": si vendette cercando di creare un gruppo di azionisti che fossero in grado di farsi carico della gestione della società. Il governo non prese in considerazione il piano proposto dalle associazioni di far aderire al capitale di Telecom gli oltre 100 000 dipendenti.
A conclusione dell'OPV (offerta pubblica di vendita), le azioni vennero collocate a 10 902 lire; il 27 ottobre 1997 Telecom Italia, privatizzata, fu collocata alla Borsa di Milano. A causa della scarsa risposta degli investitori italiani, il "nocciolo duro" non fu in realtà tale: il gruppo, con capofila la famiglia Agnelli, riuniva solamente il 6,62% delle azioni e si rivelò molto fragile. Nel novembre 1998 Franco Bernabè venne scelto come amministratore delegato di Telecom Italia.

### 1999-2001: l'offerta pubblica di acquisto da parte di Olivetti e la gestione Colaninno
Dal mese di febbraio 1999, Olivetti – già nel settore delle telecomunicazioni con Omnitel e Infostrada, cedute in seguito a Mannesmann – lanciò un'OPAS (offerta pubblica di acquisto e scambio) attraverso la Tecnost di Roberto Colaninno, riuscendo ad ottenere, nel giugno dello stesso anno, il controllo della società con una quota del 51,02%. L'OPAS andò a buon fine, nonostante la contrarietà di Bernabè, che considerava il documento del piano "lacunoso" e non conforme alla normativa vigente. Il Financial Times criticherà l'operazione.
Telecom era una delle poche società ad azionariato diffuso italiane, in cui il Ministero del tesoro aveva ancora una quota del 3,5%, pari a due miliardi di euro. Il Tesoro non si presentò all'assemblea degli azionisti che doveva decidere le contromisure alla scalata, preferendo mantenere neutralità rispetto all'operazione. La legge sulla golden share avrebbe permesso al Tesoro il diritto di veto sull'operazione.
La somma con cui la scalata fu finanziata, complessivamente trenta miliardi di euro, venne raccolta per un terzo attraverso capitale proprio (aumento di capitale e vendita di Omnitel e Infostrada) e per due terzi attraverso il prestito bancario e la conversione delle azioni Telecom in obbligazioni e azioni della Tecnost, la controllata di Olivetti che si era indebitata per controllare Telecom. A questo punto è Bell, una società con sede in Lussemburgo, a controllare a monte la catena con il 22% di Olivetti. Il gruppo Olivetti, con un fatturato da attività proprie pari a 1,3 miliardi e un debito di 16 miliardi, controllava il 51% del gruppo Telecom, che nel 1999 aveva un fatturato di 27,1 miliardi e un debito di appena 8,1 miliardi.
Conseguentemente all'espansione internazionale in Europa e in Sud America, iniziata durante la gestione pubblica, e in seguito all'acquisto di Seat Pagine Gialle, il debito del gruppo Telecom salì a 21,9 miliardi, come dichiarato nel bilancio 2001. Il gruppo, per ovviare alla nuova e improvvisa situazione di presenza di esuberi, oltre 10 mila, annunciò un piano di pensionamenti.
Nel 2001, lo storico centro di ricerca CSELT, già IRI-STET, venne scorporato dopo quasi quarant'anni di ricerca a livello di eccellenza: il gruppo di tecnologie vocali effettuò uno spin-off, divenendo una nuova società, denominata Loquendo S.p.A. e controllata al 100% da Telecom; la parte più consistente, invece, divenne TILab (Telecom Italia Lab), pure controllata totalmente da Telecom Italia.

### 2001-2007: gestione Tronchetti Provera

#### Olimpia e la fusione Olivetti-Telecom Italia
Nel 2001, con il ritorno di Berlusconi al governo, Colaninno e i suoi soci decisero di passare la mano. Dopo diverse trattative, venne trovato un accordo con Benetton e Marco Tronchetti Provera, presidente di Pirelli.
I nuovi proprietari di Telecom Italia pagarono 4,175 euro ad azione per il 23% di Olivetti posseduto da Bell, una cifra molto alta, considerando che sul mercato la quotazione era di 2,25 euro. Tale operazione permise a Tronchetti Provera di scalare prevalentemente a debito l'azienda, evitando il lancio di un'OPA. Quest'ultima sarebbe costata di più alla sua compagine azionaria, ma avrebbe ridotto il peso del debito della Olivetti in Telecom Italia.
La cessione del 23% ha creato una plusvalenza (1,5 miliardi di euro) ad appannaggio di Bell, società veicolo lussemburghese, grazie alla quale Colaninno ed Emilio Gnutti detenevano il controllo di Telecom. A causa di tale plusvalenza, Bell è stata indagata per evasione fiscale e multata dall'Agenzia delle entrate per 1,937 miliardi di euro. L'accertamento con adesione a cui hanno aderito i soci di Bell ha permesso la riduzione delle sanzioni a un quarto del minimo, così la società ha dovuto versare al fisco solamente 156 milioni.
Nel luglio 2001 Telecom era controllata dalla finanziaria Olimpia, partecipazione di Pirelli (al 60%), Edizione dei Benetton, Banca Intesa e UniCredito Italiano, a cui in seguito si era aggiunta Hopa, la finanziaria bresciana di Gnutti (tramite Holinvest, scatola cinese (vuota)) attraverso la quale Hopa deteneva il 3,7% di Telecom Italia. Il nuovo management del Gruppo fu dunque diretto da Tronchetti Provera e la sede legale fu spostata da Torino a Milano.
Per accorciare la catena di controllo, con lo scopo di scaricare i debiti dei nuovi azionisti di controllo sull'azienda stessa, il 4 agosto 2003 avvenne la fusione con la controllante Olivetti, che incorporó Telecom Italia, assumendo contestualmente la sua denominazione sociale. In seguito all'operazione, i debiti degli azionisti di controllo si riversarono sul gruppo Telecom. L'indebitamento netto passò infatti da 18,1 miliardi (bilancio 2002) a 33,3 miliardi (bilancio 2003).
Per far fronte al notevole indebitamento, vennero venduti la maggior parte delle partecipate estere e gli immobili ceduti ai fondi partecipati da Pirelli Real Estate per un valore di 2,6 miliardi. Il Gruppo subì quindi un ridimensionamento sul mercato internazionale. 
La dismissione del patrimonio immobiliare di Telecom Italia, costituito da più di duemila edifici, tra cui uffici e centrali telefoniche, era iniziata durante la gestione precedente per un valore di 2,9 miliardi. La vicenda delle dismissioni immobiliari delle gestioni 1999-2007 è stata oggetto di critiche.

#### La fusione tra Telecom Italia e TIM

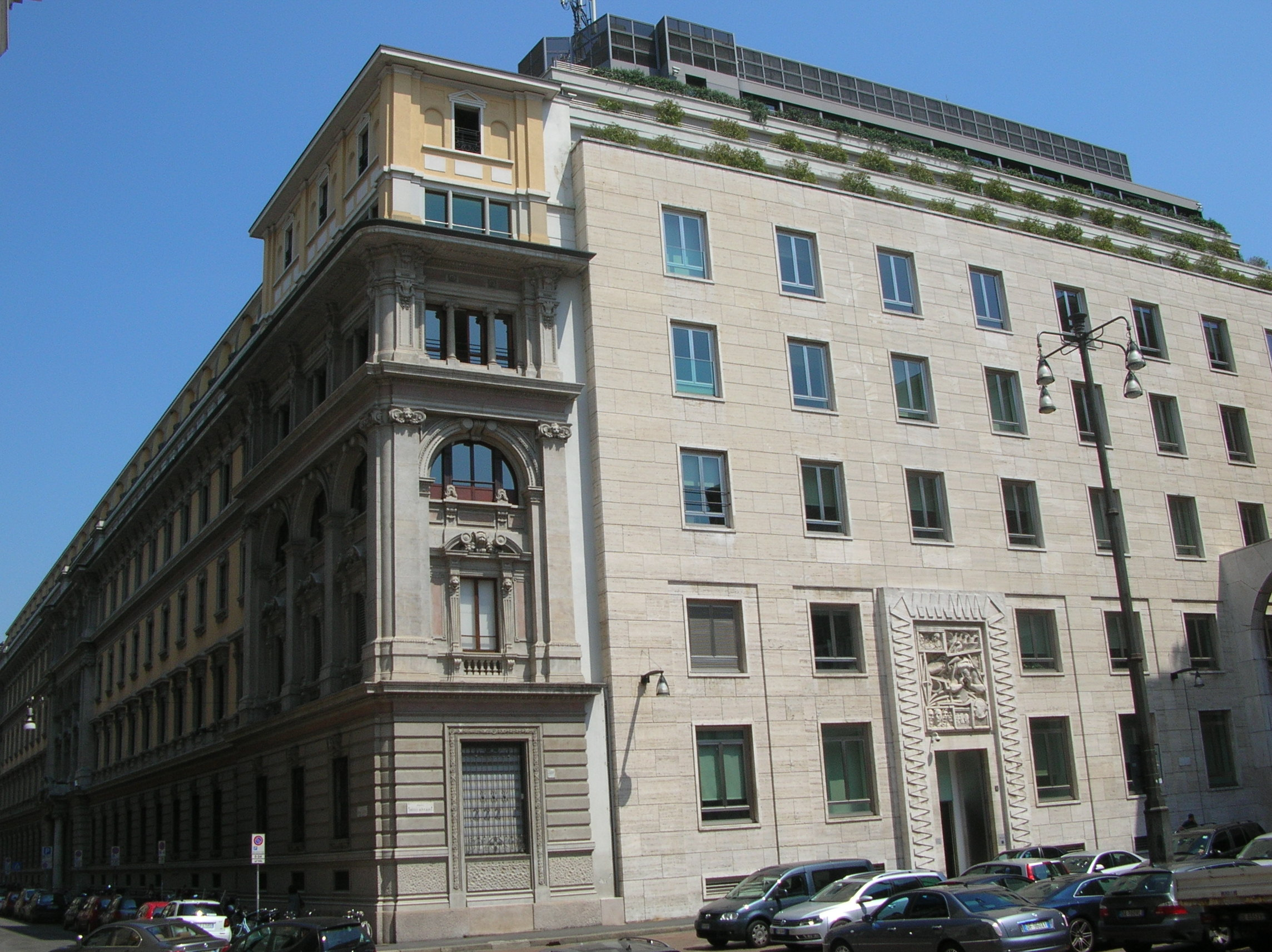
La sede legale di Telecom Italia in via Gaetano Negri, 1, Milano

Nel gennaio 2005 Telecom lanciò un'OPA su TIM, azienda già abbondantemente controllata con quota maggioritaria del 56%. Il costo necessario per rastrellare le azioni TIM sul mercato elevò l'indebitamento di Telecom da 29,5 a 46,7 miliardi di euro (dato intermedio 2005), ovvero circa il 150% del fatturato. La fusione tra Telecom Italia e TIM venne finanziata con un mutuo contratto con una cordata di banche, nella misura maggiore da Banca Intesa.
Successivamente Telecom Italia acquistò tutte le attività Internet della sua controllata Telecom Italia Media, portando nella controllante tutte le capacità per fornire contemporaneamente servizi voce, mobili e dati, lasciando intravedere l'idea di fornire nuovi servizi che sfruttassero la convergenza fisso-mobile-dati, puntando sulla rete di vendita con il mantenimento del market share sul mercato domestico.
Dal bilancio 2005 l'indebitamento finanziario netto risultava essere di 39,8 miliardi di euro.. Tuttavia, come già nell'anno precedente, la società decise, nel marzo 2006, di dare priorità all'aumento dei dividendi per gli azionisti; in risposta, l'agenzia Fitch Ratings ridusse il rating di Telecom Italia, portandolo da A- a BBB+.

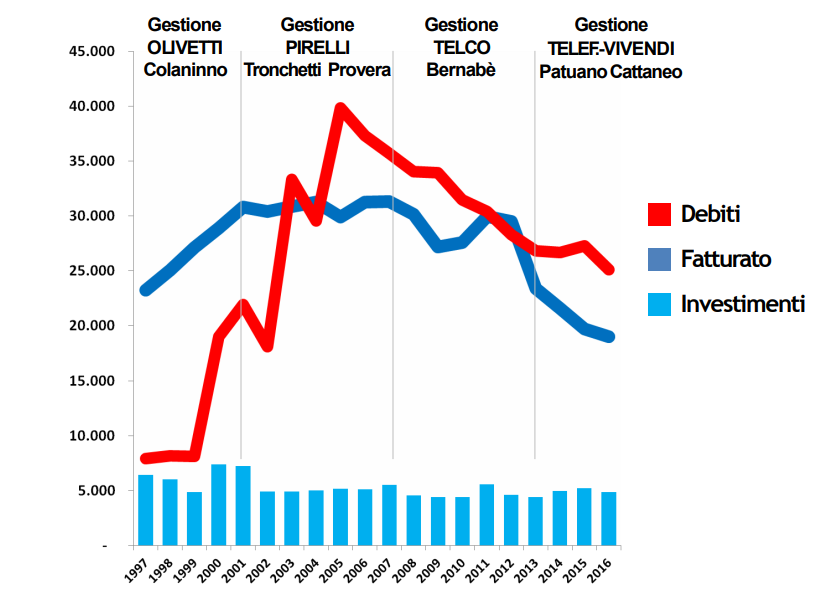
Dinamica dell'indebitamento del Gruppo Telecom secondo i dati di bilancio

Secondo i dati di bilancio, durante la gestione Tronchetti Provera l'indebitamento netto del gruppo Telecom Italia incrementò (dai 21,9 miliardi del 2001 ai 37,3 miliardi di euro del 2006) contemporaneamente ad una rilevante riduzione e vendita di cespiti: la maggior parte delle partecipate estere acquistate nel periodo 1995-2000 (quasi tutte strategiche o maggioritarie), 22 396 dipendenti e una parte del patrimonio immobiliare costituito da edifici e centrali telefoniche cedute ai fondi partecipati da Pirelli Real Estate e Morgan Stanley (retrolocate alla stessa Telecom a tassi medi d'affitto superiori a quelli di mercato, come avvenne durante la gestione Colaninno). A tali risultati si arrivò in seguito all'OPA delle azioni minoritarie di TIM (2005) e alla precedente fusione Olivetti-Telecom (2003).

#### L'ipotesi della divisione in quattro entità
L'11 settembre 2006 il Consiglio d'Amministrazione dell'azienda decide di procedere alla divisione e riorganizzazione dell'azienda Telecom Italia in quattro distinti settori:
- Telecom Italia (telefonia fissa);
- Telecom Italia Mobile (telefonia mobile);
- Telecom Italia Rete (la rete telefonica);
- Telecom Italia Net (Internet e media);

Lo scorporo della rete permise l'ingresso facilitato a tutti i nuovi operatori alternativi nella telefonia fissa e internet.
In un primo momento si era parlato di una possibile cessione di TIM, sia in Italia sia in Brasile, valutate rispettivamente 30-35 miliardi di euro e 6-7 miliardi di euro. La cessione avrebbe permesso a Telecom Italia di sanare il suo debito di 44 miliardi di euro.
Numerose sono state le polemiche, anche di carattere politico, per quanto riguarda l'eventuale cessione dell'unico operatore mobile italiano a una società straniera o a Mediaset (ipotesi non impossibile, ma che avrebbe comportato delicatissimi problemi relativi alle norme contro i cartelli di società, avendo entrambe posizioni importanti nelle telecomunicazioni).
Successivamente il futuro presidente Guido Rossi dichiarerà che non esistevano ipotesi di modifica del perimetro delle attività di Telecom Italia, escludendo esplicitamente qualsiasi cessione.
La divisione di Telecom Italia da TIM ha portato a un'inversione di tendenza nella strada che era stata intrapresa per la convergenza fisso-mobile.
Telecom Italia si sarebbe occupata, invece, della telefonia fissa e dei media, soprattutto grazie agli accordi con News Corporation, di proprietà di Rupert Murdoch, in merito a contenuti televisivi.
Gli accordi con Murdoch però non furono della portata prevista: fu annunciata solo la concessione in licenza del catalogo per la diffusione in linea su Alice Home TV.
Dopo la decisione del consiglio di amministrazione, il presidente del consiglio Romano Prodi lasciò trapelare la propria insoddisfazione, affermando di "Non saperne nulla". Il 15 settembre 2006, dopo l'annuncio dello scorporo di TIM, Marco Tronchetti Provera, in polemica con Prodi, si dimise dalla guida della società: la presidenza tornò, dopo nove anni, a Guido Rossi, che dovette lasciare la FIGC.

#### Il nuovo patto di controllo

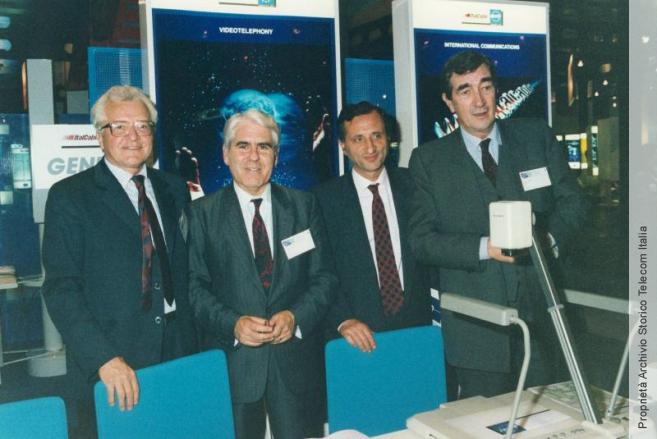
La dirigenza di Telecom Italia alla sua nascita: Paolo Benzoni, Antonio Zappi, Vito Gamberale e Ernesto Pascale

La prima mossa di Guido Rossi alla guida di Telecom fu la creazione, il 18 ottobre 2006, di un "patto di controllo" dell'azienda tra Olimpia, Mediobanca e Generali, che controllavano in tutto il 21,5% della società: Olimpia (ora controllata all'80% da Pirelli e al 20% da Edizione Holding) porta in dote il proprio 18%, Assicurazioni Generali il 2,01%, Mediobanca l'1,54%.
Il 15 febbraio 2007, Assicurazioni Generali passò dal controllo del 2,01% a quello del 4,06% di azioni Telecom Italia. Il patto di controllo tra le aziende Olimpia, Generali e Mediobanca arriva al 23,6%.
Il patto prevedeva vincoli sulle quote conferite, la possibilità per i contraenti di aumentare la loro quote e anche quella di vendere in prelazione ai soci. Esisteva inoltre l'opportunità per altri soci, che avessero più dello 0,5% del Gruppo, di entrare nel patto: si era parlato dell'ingresso di Intesa Sanpaolo, Capitalia e UniCredit, mentre il secondo azionista Hopa (3,72%) ne era rimasto fuori.
Il patto fu un passo decisivo per il rafforzamento dell'azionariato della società telefonica, che con l'ingresso di nuovi partner avrebbe potuto avvicinarsi alla soglia del 30% ,oltre la quale è obbligatorio lanciare un'offerta totalitaria.
Presidente del nuovo patto fu, dopo la sua uscita da Telecom, Marco Tronchetti Provera.
Anche in conseguenza del patto e dell'influenza dei nuovi soci nel controllo delle strategie del Gruppo, è definitivamente tramontata l'ipotesi di ricostituire TIM come società autonoma e di venderla successivamente insieme a Telecom Brasil.

#### La parentesi di Guido Rossi
A febbraio 2007 Telecom avviò i contatti con la spagnola Telefónica per l'entrata degli iberici nell'azienda italiana. L'ipotesi era quella di cedere una parte di Olimpia, la finanziaria che controllava il 18% di Telecom. Il 1º marzo 2007 l'azienda Telefónica annunciò in un comunicato che i contatti con Telecom Italia erano temporaneamente sospesi, ma continuavano quelli con altri soci al fine di arrivare a una cordata.
Il 16 febbraio 2007 il CdA ha approvato il nuovo assetto organizzativo basato su 4 entità e i relativi direttori generali:
- Domestic Fixed Services: Massimo Castelli;
- Domestic Mobile Services: Luca Luciani;
- Finance Administration and Control: Enrico Parazzini;
- Technology: Stefano Pileri.[66]

Il 9 marzo 2007 venne presentato il nuovo piano industriale per il triennio 2007/2009 al quale, tuttavia, il mercato reagì facendo registrare un forte ribasso per le azioni di Telecom Italia, anche alla luce del fatto che gli utili risultvano in calo e, per il futuro, si annunciava una diminuzione dei dividendi.
Nel settembre del 2006 Beppe Grillo, piccolo azionista Telecom, lanciò un'iniziativa da lui battezzata "OPA alla genovese" (il cui nome ufficiale è Share Action) sul suo blog, con la quale richiedeva a tutti gli azionisti di Telecom Italia di delegargli la rappresentanza nell'assemblea, con lo scopo di raggiungere un numero di azioni tale da consentire a lui, e quindi a tutti coloro che avessero aderito, di sfiduciare i membri del consiglio di amministrazione.
Il 16 aprile 2007, durante l'assemblea degli azionisti, Grillo prese la parola e accusò l'intero consiglio di amministrazione di manifesta incapacità manageriale, chiedendone infine le dimissioni tra gli applausi degli azionisti presenti in sala.
Grillo spiegò, inoltre, che la lunga procedura burocratica imposta da Consob gli impediva di rappresentare formalmente la totalità dei piccoli azionisti che gli avevano delegato il loro potere di voto, ma promise che all'assemblea successiva il piccolo azionariato sarebbe stato rappresentato in maniera compatta all'interno dell'assemblea dei soci.

### 2007-2013: gestione italiana e Telefonica

#### Il passaggio di proprietà da Olimpia a Telco nel 2007

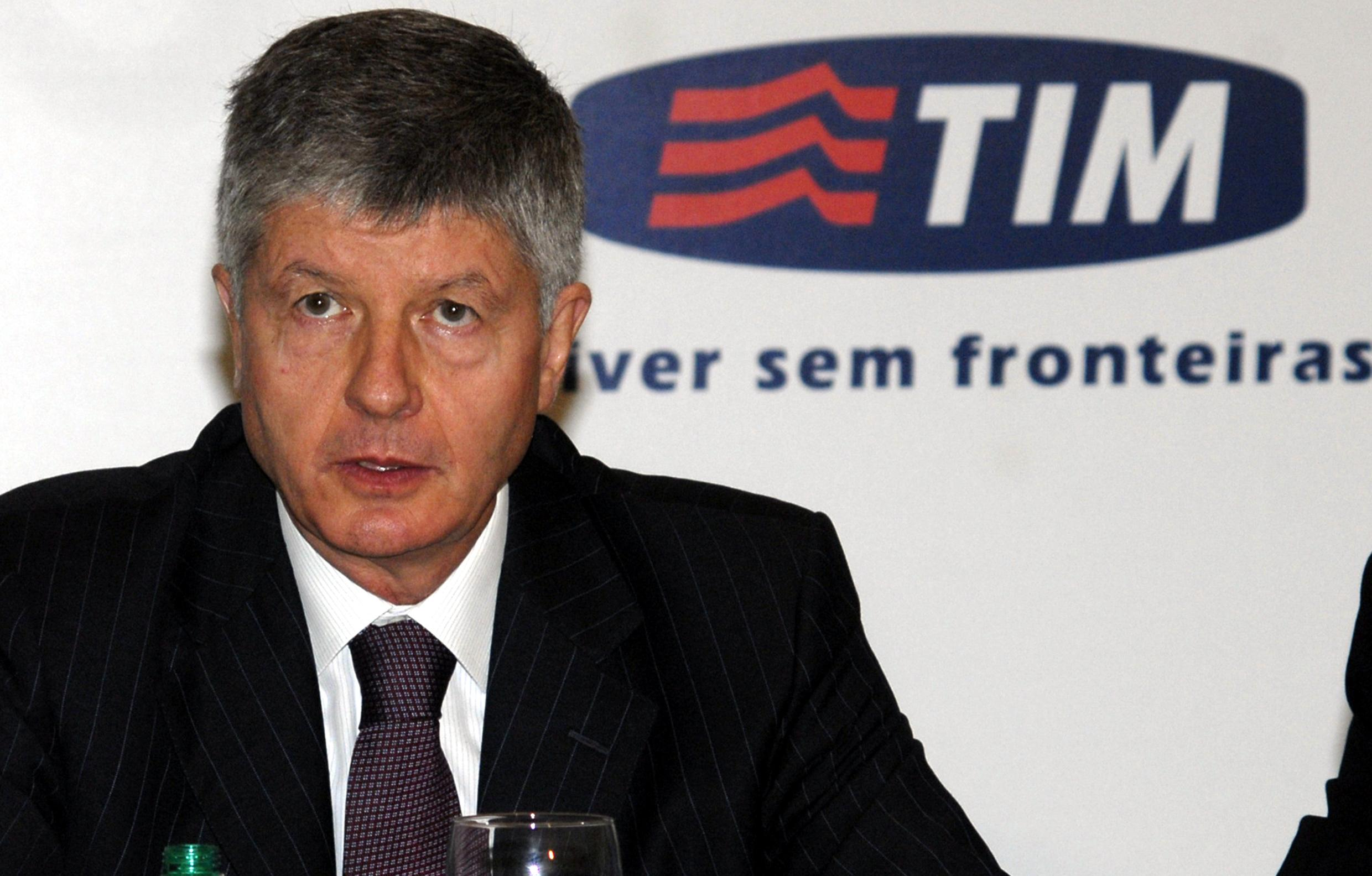
Gabriele Galateri di Genola

Il 1º aprile 2007 Pirelli, a seguito di un CdA straordinario, annunciò di avere ricevuto due offerte tese a rilevare il 66% di Olimpia, la holding che deteneva il pacchetto di controllo di Telecom Italia.
L'azienda messicana América Móvil di Carlos Slim Helú e la statunitense AT&T – quest'ultima ritiratasi dall'operazione il 16 aprile 2007 – avanzarono offerte tese a rilevare ciascuna il 33% di Olimpia.
A sorpresa, pochi giorni dopo l'annuncio delle due offerte, Guido Rossi, presidente della società dal settembre 2006, non avendo vista rinnovata la propria candidatura a far parte del consiglio di amministrazione (poi rinnovato nell'assemblea degli azionisti del 16 aprile 2007) si dimise da presidente dell'azienda non senza aver aspramente criticato, in un'intervista a La Repubblica, Marco Tronchetti Provera. Al suo posto viene nominato Pasquale Pistorio come presidente di transizione.
Il 28 aprile una cordata italo-spagnola composta da Mediobanca, Generali, Intesa Sanpaolo, Sintonia e Telefónica lanciò un'offerta per rilevare la quota di Pirelli in Olimpia, con la contestuale creazione di una società veicolo, denominata Telco S.p.A. (patto di controllo): quest'ultima nacque con lo scopo di controllare circa il 23% di Telecom Italia. Tale offerta fu accettata dal CdA straordinario tenutosi in tale data.
Il 24 ottobre 2007 vi fu la firma per il passaggio da Olimpia a Telco che ha concretizzato l'operazione ma ponendo 28 condizioni all'azienda Telefónica, legate anche ai Paesi dove le 2 aziende erano concorrenti, in primis in Sudamerica. A dicembre furono nominati presidente Gabriele Galateri di Genola e amministratore delegato Franco Bernabè, ex-presidente della compagnia telefonica.
Il 27 ottobre 2009 i soci di Telco S.p.A., con l'eccezione di Sintonia, rinnovarono per altri tre anni il patto di controllo.
Negli stessi anni si registrò anche un incremento di attenzione nei confronti di tematiche ambientali e sociali: si ricordano nello specifico il lancio del progetto di sostenibilità avoicomunicare (8 agosto 2008), la nascita della Fondazione Telecom Italia (24 dicembre 2008) e il sostegno alle popolazioni dell'Abruzzo e dell'Emilia-Romagna colpite dal terremoto.

#### Dirigenza dal 2006

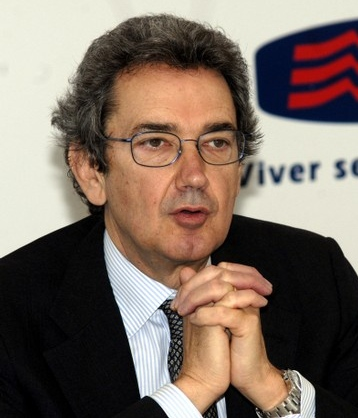
Franco Bernabè

Dal 15 settembre 2006, dopo un delicato periodo legato all'inizio di un processo riorganizzativo, alla presidenza della società tornò il prof. Guido Rossi, che succedette al dimissionario Marco Tronchetti Provera, già presidente di Pirelli e altre società. Vice presidente era Gilberto Benetton, che era anche presidente della finanziaria Edizione Holding e di Autogrill. Vice presidente esecutivo fu Carlo Buora, l'amministratore delegato Riccardo Ruggiero.
Tra i consiglieri spiccano Massimo Moratti, Carlo Alessandro Puri Negri (di Pirelli), Gianni Mion (di Benetton), nonché Giovanni Consorte (di Unipol), quest'ultimo tra gli indagati per lo scandalo Bancopoli (poi dimessosi).
Alcuni mesi dopo, il 7 aprile 2007, Rossi si dimise e venne sostituito da Pasquale Pistorio (vicepresidente di Confindustria e consigliere della società telefonica), che dopo l'arrivo di Telco rassegnò le proprie dimissioni insieme a Riccardo Ruggiero e Carlo Buora. La presidenza spettava ora a Gabriele Galateri di Genola, in carica dal 3 dicembre 2007, e Franco Bernabè ottenne la carica di amministratore delegato.
Il 14 aprile 2008 venne nominato un nuovo consiglio di amministrazione, i cui 15 Amministratori restarono in carica per il triennio 2008-2010: Gabriele Galateri di Genola e Franco Bernabè vengono confermati rispettivamente presidente e amministratore delegato di Telecom Italia.
Allo scadere del mandato, il consiglio di amministrazione del Gruppo venne rinnovato nel 2011: Franco Bernabè fu nominato presidente esecutivo, mentre Marco Patuano divenne il nuovo Amministratore Delegato per il triennio 2011-2013.
Il 5 ottobre 2012 Andrea Mangoni venne nominato presidente in Brasile di TIM Participações, incarico che terminò il 7 febbraio 2013, quando rassegnò le dimissioni, mentre Franco Bertone è direttore operativo (COO) del gruppo Telecom Argentina dal 2008.

#### Open Access e altre iniziative del 2008
Nel febbraio 2008 Telecom Italia ha creato "Open Access", una nuova funzione per gestire tutte le attività di sviluppo e manutenzione delle infrastrutture tecnologiche di rete di accesso, i processi di fornitura dei servizi di accesso per la clientela della Telecom Italia e per gli altri Operatori e la relativa assistenza tecnica. Tutto ciò per una maggiore efficienza, qualità e parità di trattamento. "Open Access" è stato alla base del dialogo fra la Telecom Italia e l'Autorità per le Garanzie nelle Comunicazioni ed è stato anticipato dall'assunzione di impegni volontari, approvati dall'Autorità nel dicembre 2008. Gli impegni, che hanno al centro il ruolo ricoperto da "Open Access" e dai suoi nuovi processi per sviluppare in modo autonomo, separato e trasparente la rete d'accesso della Telecom Italia, servendo a rafforzare il contesto competitivo. Sono insomma una sorta di garanzia nei confronti dei rischi competitivi tradizionalmente associati all'integrazione verticale della Telecom Italia (ossia, essenzialmente, possibili condizioni privilegiate di accesso alla rete fissa), nonché sull'aumento del grado di concorrenzialità in tutti i mercati retail collegati alla rete di accesso.
Nel 2008 è stata anche costituita la Fondazione Telecom Italia.

#### L'ipotesi di cessione totale di Telco a Telefónica e le dimissioni di Bernabè
Dopo che il titolo ebbe raggiunto il suo minimo storico a 0,5 euro ad azione, nella notte del 23 settembre 2013 Generali, Mediobanca e Intesa Sanpaolo raggiunsero un accordo con Telefónica per la cessione a quest'ultima delle loro quote in Telco. L'operazione avrebbe permettesso al gestore spagnolo di portare dal 46 al 66% la sua partecipazione nella holding che controllava il 22,4% di Telecom Italia, con un'opzione per un ulteriore incremento fino al 70% nel breve periodo per poi arrivare al 100% a partire da gennaio 2014, in caso di approvazione da parte delle autorità Antitrust.
Il 3 ottobre 2013 Franco Bernabè diede le dimissioni come presidente di Telecom Italia ricevendo una liquidazione di 6,6 milioni; tutte le deleghe furono affidate temporaneamente all'ad Marco Patuano.
Nel periodo 2007-2013, durante la gestione Telco (Telefonica, Mediobanca, Intesa, Generali), dai dati di bilancio si registrò una riduzione dell'indebitamento netto (da 35,7 miliardi a 26,8 miliardi) e un calo del fatturato (da 31,3 miliardi a 22,4 miliardi) dovuto a vari fattori (concorrenza, over the top, vendita asset, azioni regolatorie, instabilità della Governance). In questa fase, iniziò quel processo che vide una nuova composizione del fatturato con il calo dei servizi di voce (fissi e mobili) e la crescita della connettività e dei servizi a valore aggiunto.

### 2014-2018: Vivendi maggior azionista
Il 16 aprile 2014 si tenne l'assemblea societaria che insediò un nuovo consiglio di amministrazione, a maggioranza di membri indipendenti, e procedette con la nomina dei nuovi amministratori e di Giuseppe Recchi a Presidente del nuovo consiglio di amministrazione; nel CdA del 18 aprile vennero conferite le deleghe e Marco Patuano confermato Amministratore delegato.

#### L'uscita di Telco
Il 16 giugno 2014 Generali, Mediobanca e Intesa Sanpaolo hanno annunciato l'intenzione di uscire dal patto di controllo inerente all'holding Telco S.p.A.: in virtù di ciò, nei prossimi mesi Telefónica deterrà direttamente una partecipazione di circa il 15% in Telecom Italia, diventandone unico azionista di controllo, anche se di fatto gli amministratori Recchi e Patuano dichiarano che la società viene gestita come una società ad azionariato diffuso. La modifica della Corporate Governance ridusse il peso dell'azionista di controllo e traghettò progressivamente l'azienda verso lo status di società ad azionariato diffuso (public company).
Il 16 luglio 2014 Telefonica si avviò a ridurre sotto il 10% la propria partecipazione in Telecom Italia attraverso l'emissione di un bond convertendo in azioni Telecom da 750 milioni, pari quindi a circa il 6% del capitale del gruppo italiano. L'annuncio degli spagnoli, che con lo scioglimento di Telco avrebbero il 14,8% di Telecom, fu in pratica una mossa preventiva in funzione Cade: a dicembre l'Antitrust brasiliano – dopo il rafforzamento di Telefonica nella holding Telco, che è primo socio di Telecom – aveva sottolineato che l'incremento della quota era contraria agli impegni assunti con l'Authority e aveva chiesto agli spagnoli di conseguenza di uscire da Telecom Italia o di vendere la TIM brasiliana per riequilibrare la propria presenza nel mercato sudamericano. Con il convertendo triennale dunque Telefonica si è avviata verso la riduzione del proprio peso in Telecom Italia.

#### L'ultrabroadband: introduzione e diffusione della fibra e del 4G
Il 20 febbraio 2014 Telecom Italia ha debuttato nel seed investment a favore delle startup digitali. Gli investimenti, previsti per il triennio 2014-2016, si concentreranno su specifiche realtà selezionate in base alla capacità d'innovazione sul fronte tecnologico, mobile, digitale e dell'ICT.
Tale programma è parte del progetto Working Capital, attivo dal 2009, nel quale sono coinvolti circa 6 000 progetti di impresa.
Nel marzo del 2014 è stato approvato il processo di fusione per incorporazione di TI Media in Telecom Italia, il cui perfezionamento era previsto entro il terzo trimestre 2015.
Il 19 febbraio 2015 venne annunciato il progetto d'integrazione tra le due società da attuarsi nella forma di una fusione per incorporazione di Telecom Italia Media in Telecom Italia.
Il programma era finalizzato al risparmio dei costi di gestione, alla razionalizzazione della struttura del gruppo e alla semplificazione dell'intera offerta fissa, mobile e Internet dell'azienda.
La novità più significativa è che TIM diventerà l'unico marchio commerciale del Gruppo.
In occasione del rebranding sono stati pianificati investimenti per accelerare lo sviluppo delle reti di nuova generazione.
Nell'aprile dello stesso anno l'azienda ha annunciato un accordo con Sky Italia per permettere agli abbonati l'accesso ai contenuti attraverso la connessione in fibra ottica di Telecom Italia.
Il 26 giugno 2014 è stato modificato lo statuto per renderlo conforme alla disciplina del cosiddetto golden power, modificata dalla legge l'11 maggio 2012.
Il 10 luglio 2014 si è conclusa con successo l'adesione al piano di azionariato per gli oltre 18 076 dipendenti che hanno richiesto la sottoscrizione di più di 96 milioni di azioni ordinarie. Fu previsto inoltre che si assegnasse 1 azione gratuita ogni 3 sottoscritte a tutti coloro che avrebbero conservato le azioni per un anno. La cifra investita da ogni dipendente ammontava a circa 4 500 euro.
Il 16 ottobre 2014 venne comunicato che nel triennio 2014-2016 l'azienda avrebbe investito 9 miliardi di euro nello sviluppo delle infrastrutture di Rete. 3,4 miliardi erano destinati a sviluppare reti e servizi, soprattutto riguardanti il 4G e la Fibra ottica.
Nell'ottobre 2014 sono stati approvati i programmi per la realizzazione in Calabria e in Molise della rete in fibra ottica. Telecom Italia si è aggiudicata, infatti, il Bando per le Regioni Calabria e Molise, relativo alla concessione di un contributo a un progetto d'investimento per la realizzazione di nuove infrastrutture ottiche passive abilitanti alle reti NGAN (Next Generation Access Network). Il principale obiettivo dei programmi era quello di fornire connettività con banda ultralarga a 227 comuni delle due regioni per favorire il raggiungimento degli obiettivi dell'Agenda Digitale Europea.
Nei primi mesi del 2015 il programma per la realizzazione della rete in fibra ottica ha coinvolto anche le regioni Puglia e Basilicata.
I comuni pugliesi coinvolti erano 148, mentre in Basilicata i comuni coperti dal servizio erano 64, ma il piano complessivo prevedeva di raggiungere 600 comuni entro il 2016 per una copertura di oltre il 50% della popolazione.
Nell'agosto 2015, Telecom Italia si è aggiudicata il Bando del Ministero dello Sviluppo Economico per la concessione di un contributo pubblico per la realizzazione di infrastrutture a banda larga in 136 comuni della Sicilia.
Nel 2017 Telecom ha presentato un piano per la dismissione di 6.000 delle 10.000 centrali telefoniche che gestivano la rete in rame.
Nel dicembre 2014, Telecom Italia ha celebrato cinquant'anni d'innovazione e ricerca in concomitanza con l'anniversario del centro di ricerca e innovazione del Gruppo, nato nel 1964 a Torino come CSELT (Centro studi e laboratori telecomunicazioni) e divenuto TILab nel 2001 (acronimo di Telecom Italia Lab; mentre il vecchio gruppo di Tecnologie vocali è divenuto lo spin-off Loquendo nello stesso anno).
Il Centro ha messo a punto le prime sperimentazioni di trasmissioni su cavi ottici interrati già negli anni '70, la definizione dello standard MPEG (Moving Picture Experts Group) per la compressione digitale del segnale audio-video, che ha permesso la diffusione dei file musicali compressi mp3 a dimensione ridotta su tutti i dispositivi (tablet, smartphone e PC) e le prime forme di video comunicazione digitale.
Nel 1974 lo CSELT presentò il primo sintetizzatore vocale in tempo reale italiano.
Negli anni 2000 il progredire degli studi e delle sperimentazioni ha permesso ai ricercatori di sviluppare il 4G e 4G Plus (LTE e LTE Advanced), che hanno reso Telecom Italia la 1ª telco in Europa e la 5ª al mondo per numero di brevetti nel settore della telefonia mobile.
Nei primi mesi del 2015 è iniziata la procedura per la quotazione in Borsa di Inwit, la società che racchiude e gestisce le torri di trasmissione di Telecom Italia.
L'azienda è anche un fornitore di servizi nel sistema pubblico di connettività (SPC), gestisce una parte della connettività internet e intranet della pubblica amministrazione italiana, in attesa del subentro dei fornitori che a maggio 2015 sono risultati aggiudicatari della gara Consip.
Nel 2015 Telecom è stata partner dell'Esposizione Universale di Milano, siglando un accordo con Ericsson per la fornitura di servizi di rete mobile necessari all'evento.
A partire da luglio 2015, l'intera offerta di telefonia fissa, mobile e internet del gruppo subisce un vero e proprio processo di razionalizzazione, venendo ricondotta totalmente sotto il marchio TIM, ora non più acronimo; alla stessa data è divenuto operativo il sito unificato di TIM, comprendente tutta la gamma di servizi offerti, oltre all'assistenza tecnica e commerciale per telefonia fissa e mobile.

#### La scalata del gruppo Vivendi del 2016
Nell'ottobre 2015 il gruppo francese Vivendi si mosse sul mercato azionario ordinario della Telecom, allo scopo di portare la propria quota di partecipazione intorno al 20% e aumentare la propria influenza sul consiglio di amministrazione dell'azienda. Con tale operazione, Vivendi ottenne tre consiglieri nei comitati di gestione di Telecom.
Il 13 gennaio 2016 venne lanciato il nuovo logo TIM a segnare una discontinuità col passato, mentre il rastrellamento delle quote continuava a più riprese nei mesi successivi quando Vivendi portava, nel gennaio 2016, la sua quota al 21,4% e il 19 febbraio 2016 al 22,8%. Il 2 marzo 2016, con un investimento di 120 milioni di euro e in sole due settimane, il gruppo francese portò ulteriormente la propria quota di possesso di Telecom Italia al 23,8%. La scalata proseguì fino all'11 marzo 2016 quando il gruppo francese Vivendi giunse al 24,9% di possesso divenendo il maggior azionista. Il 22 marzo il Cda ha ratificato le dimissioni di Patuano, trasferendo le sue deleghe, in attesa della nomina del nuovo AD, al presidente Giuseppe Recchi.
Il 30 marzo 2016 Flavio Cattaneo venne nominato AD di Telecom Italia e il 21 luglio 2017 annunciò le proprie dimissioni ricevendo una liquidazione "monstre" di 25 milioni di euro, sostituito dal manager israeliano Amos Genish.
Al 28 luglio 2017 il controllo della società era composta da: 
- Arnaud de Puyfontaine (presidente esecutivo)
- Giuseppe Recchi (vicepresidente con delega a sicurezza e Telecom Italia Sparkle)
- Amos Genish (direttore operativo)

Il 7 agosto 2017, la società francese Vivendi in una nota confermò di non esercitare alcun controllo di fatto su Telecom Italia "ai sensi dell'art. 93 del Testo Unico della Finanza e dell'art. 2359 del Codice Civile".
Il 6 marzo 2018 venne approvato dal consiglio di amministrazione e successivamente presentato da Amos Genish il piano triennale strategico DigiTIM 2018-2020, incentrato su innovazione digitale e digitalizzazione di tutti i processi.

#### Il controllo Elliott dal 2018
Nel mese di aprile 2018, Cassa depositi e prestiti ha acquistato azioni della società per il 4,262% del capitale ordinario, con una visione di lungo respiro, non speculativa.
Un altro 8,847% è detenuto da Paul Singer attraverso il fondo Elliott che, nell'assemblea societaria del 4 maggio 2018 con l'approvazione del 49,84% dei voti, ha scalzato Vivendi dal vertice, la cui lista ha ottenuto il 47,18%, nonostante che col 23,943% del capitale sociale sia sempre il maggior azionista.
Con il nuovo consiglio d'amministrazione formato da 13 consiglieri su 15 indipendenti, compreso il presidente, Telecom Italia è diventata, come auspicato da Elliott, una società ad azionariato diffuso.
Il 7 maggio vennero eletti all'unanimità, con la sola loro astensione, Fulvio Conti presidente e confermato Amos Genish come amministratore delegato. Arnaud de Puyfontaine rimase nel cda come consigliere.
Il 13 novembre, in seguito alle diverse strategie sullo scorporo delle rete tra Vivendi contraria e il fondo Elliott favorevole, Amos Genish venne sfiduciato dal consiglio di amministrazione. Il 18 novembre Luigi Gubitosi venne eletto nuovo amministratore delegato e direttore generale con i voti dei consiglieri nominati da Elliott.

### Dal 2019: Telecom Italia diventa Gruppo TIM
Nel 2019 Telecom Italia viene rinominata in Gruppo TIM.
Il 26 settembre 2019 si dimise con effetto immediato Fulvio Conti. Un mese più tardi, in ottobre, fu nominato presidente, su proposta del fondo Elliott, l'ex direttore generale della Banca d'Italia, Salvatore Rossi.
A gennaio 2022 l’incarico di Amministratore Delegato di TIM viene affidato a Pietro Labriola, manager che ha operato all’interno del Gruppo a partire dal 2001. Nel corso del suo mandato, Labriola si occupa della realizzazione e attuazione di un piano strategico volto a scorporare l’infrastruttura di rete dalle altre attività dell’azienda.
A marzo 2022 Pietro Labriola presenta il piano industriale 2022-2024 di TIM, che prevede la creazione delle due entità NetCo (asset di rete fissa e attività wholesale domestiche e quelle internazionali di Sparkle) e ServCo (il business Consumer ed Enterprise e Brasile). La riorganizzazione, approvata dal CdA, è focalizzata sul miglioramento della visibilità delle performance operative e finanziarie e sull’ampliamento delle opportunità strategiche.
Il piano industriale 2022-2024 presentato da Pietro Labriola prevede una leggera crescita dei ricavi da servizi, Ebitda stabile e Capex di Gruppo da 4 miliardi nel 2022 a 3,8 miliardi nel 2024.
I risultati raggiunti nel 2022 si attestano superiori alla guidance, con ricavi da servizi a livello di Gruppo pari a 14,6 miliardi di euro, in crescita dell’1,3%. Nel quarto trimestre, i ricavi totali crescono del 3,3% rispetto allo stesso periodo del 2021, raggiungendo 4,3 miliardi di euro. L’Ebitda organico si attesta a 6 miliardi di euro. Anche TIM Brasil si mostra in crescita, con ricavi da servizi a 3,8 miliardi di euro (+19%).
Dopo il tentativo del maggio 2022, quando viene firmato un memorandum tra TIM, CDP, KKR, Macquarie e Open Fiber per la creazione di un unico operatore della rete di telecomunicazioni in Italia e un’unica rete in fibra ottica, con l’obiettivo di raggiungere un accordo vincolante entro il 31 ottobre dello stesso anno con la separazione della rete fissa di TIM dalle attività commerciali e la fusione della prima con Open Fiber, nel primo semestre 2023, KKR avanza una proposta non vincolante da 15,8 miliardi per acquisire una quota in una nuova società dedicata alla rete fissa, comprensiva di una partecipazione in Sparkle. Vengono in seguito presentate due nuove offerte non vincolanti per l’acquisizione della gcostituenda NetCo di TIM, includendo la rete infrastrutturale e la partecipazione in Sparkle. Cdp Equity e Macquarie Asset Management presentano un’offerta da 17 miliardi di euro, mentre il fondo KKR una proposta leggermente superiore, pari a 17,8 miliardi di euro.
Nel terzo trimestre 2023, il CdA dà mandato a Pietro Labriola di negoziare con KKR il miglioramento dell’offerta relativa alla rete. Parallelamente, il Consiglio dei Ministri approva un decreto-legge per garantire risorse finanziarie e consentire l’ingresso del Ministero dell’Economia e delle Finanze nell’operazione.
Nel quarto trimestre 2023, il CdA dà via libera all’offerta vincolante di KKR, del valore di 18,8 miliardi di euro, escludendo la partecipazione in Sparkle. In tale contesto viene firmato un accordo sulle operazioni che delinea i termini e le condizioni del rapporto tra TIM e la nuova società della rete.
Nel 2023 TIM registra ricavi in crescita del 3,1%, raggiungendo 16,3 miliardi di euro, con un aumento dell’Ebitda del 5,7% a 6,4 miliardi. I risultati mostrano un incremento nei ricavi da servizi in Italia, con il quarto trimestre in crescita dell’1,9% rispetto allo stesso periodo del 2022. In particolare, i ricavi da servizi si attestano a 4 miliardi (+3%), sostenuti da TIM Brasil (+8,2%). L’Ebitda nel quarto trimestre cresce del 6,8% a 1,6 miliardi. L’indebitamento finanziario netto rettificato ammonta a 25,7 miliardi di euro.
Dopo l’approvazione del golden power per la vendita della rete (gennaio 2024) e quello senza condizioni della Commissione Europea (maggio 2024), la vendita della rete di TIM a KKR può essere concretizzata. Il 1º luglio 2024 avviene il closing della cessione della rete di TIM a FIBERCOP (di cui KKR è azionista di maggioranza), con conseguente riduzione del debito del Gruppo per un valore pari a 14 miliardi di euro. Con la conclusione dell’operazione, il passaggio seguente è la valorizzazione di Sparkle nel settore delle telecomunicazioni. Ad oggi l'infrastruttura di tutta la rete di accesso telefonica è di competenza e proprietà di FIBERCOP.
Il 13 agosto dello stesso anno TIM esce definitivamente dal capitale di Inwit cedendo la quota residua del 10% della holding Daphne 3 (che a sua volta detiene il 29,9% del capitale sociale di Inwit).
A ottobre 2024, TIM annuncia di aver ricevuto un’offerta non vincolante per la cessione di Sparkle, avanzata congiuntamente dal Ministero dell’Economia e delle Finanze e da Retelit, controllata dal fondo Asterion. L’offerta attribuisce a Sparkle un valore di 700 milioni di euro, con validità fino al 15 ottobre 2024. Dopo due estensioni, il 12 dicembre 2024, il CdA di TIM con il parere favorevole del Comitato parti correlate approva all’unanimità l’offerta. La firma dei contratti è prevista entro l’11 aprile 2025, mentre il completamento dell’operazione nel primo trimestre del 2026, subordinatamente alle attività richieste tra cui il rilascio delle autorizzazioni Antitrust e Golden Power.
Il 5 marzo 2025, il CdA ha approvato la relazione finanziaria 2024 registrando il ritorno all'utile nel secondo semestre dell’anno, il primo dopo il closing della cessione della rete, con un risultato positivo per 139 milioni di euro.
Il 29 marzo dello stesso anno, Poste Italiane ha annunciato di aver concluso un accordo con Vivendi per l'acquisto del 15% delle azioni di TIM, da formalizzare entro il 1° settembre seguente. Come parte dell'accordo, del valore complessivo di 684 milioni di euro (0,2975 euro per singola azione), Poste Italiane ha quindi assunto il controllo del 24,81% delle quote, diventando il primo azionista dell'azienda.

## Consiglio di amministrazione
Il consiglio di amministrazione di TIM si compone di dieci membri:
- Alberta Figari – presidente
- Pietro Labriola – amministratore delegato e direttore generale
- Domitilla Benigni – consigliere indipendente
- Paola Camagni – consigliere indipendente
- Federico Ferro Luzzi – consigliere indipendente
- Paola Giannotti De Ponti – consigliere indipendente
- Giovanni Gorno Tempini – consigliere
- Umberto Paolucci – consigliere indipendente
- Stefano Siragusa – consigliere
- Agostino Nuzzolo – general counsel, direttore della funzione Legal and Tax, responsabile della protezione dei dati e segretario del consiglio di amministrazione

Fonte:

## Azionariato
La struttura azionaria, al 30 marzo 2025, risultava così composta:
- Poste Italiane 24,81% (Italia)
- Vivendi SA 2,51% (Francia)
- Gruppo Telecom Italia 0,629%
- Altri azionisti 34,185%

## Cronologia dei vertici aziendali
| Periodo   | Carica e nome | Note                    |
| --------- | --- | ----------------------- |
| 1999-2001 | - Presidente e amministratore delegato: Roberto Colaninno | [ 166 ]                 |
| 2001-2006 | - Presidente: Marco Tronchetti Provera - Amministratore delegato: Riccardo Ruggiero | [ 167 ]                 |
| 2006-2007 | - Presidente: Guido Rossi - Amministratore delegato: Riccardo Ruggiero | [ 167 ]                 |
| 2007      | - Presidente: Pasquale Pistorio - Amministratore delegato: Riccardo Ruggiero | [ 168 ]                 |
| 2007-2011 | - Presidente: Gabriele Galateri di Genola - Amministratore delegato: Franco Bernabè | [ 169 ]                 |
| 2011-2013 | - Presidente: Franco Bernabè - Amministratore delegato: Marco Patuano | [ 170 ]                 |
| 2013-2017 | - Presidente: Giuseppe Recchi - Amministratore delegato: Marco Patuano (2013-2016) - Amministratore delegato: Flavio Cattaneo (2016-2017) | [ 171 ]                 |
| 2017-2018 | - Presidente esecutivo: Arnaud de Puyfontaine - Vice presidente: Giuseppe Recchi - Amministratore delegato e direttore operativo: Amos Genish | [ 172 ]                 |
| 2018-2025 | - Presidente: Fulvio Conti (2018-2019) - Presidente facente funzioni: Michele Valensise (2019) - Presidente: Salvatore Rossi (2019-2024) - Presidente: Alberta Figari (2024-) - Amministratore delegato e Direttore generale: Amos Genish (2018) - Amministratore delegato e Direttore generale: Luigi Gubitosi (2018-2021) - Amministratore delegato ad interim: Salvatore Rossi (2021-2024) - Direttore generale: Pietro Labriola (2021-) - Amministratore delegato e Direttore generale: Pietro Labriola (2022-) | [ 173 ] [ 174 ] [ 175 ] |

## Controversie

### Scandalo Telecom Italia-SISMI
Telecom Italia è stata coinvolta, insieme al Servizio per le informazioni e la sicurezza militare (SISMI), nello scandalo delle intercettazioni abusive legato a varie vicende del 2005-2006, tra cui il caso Abu Omar e lo spionaggio di Alessandra Mussolini prima delle elezioni regionali nel Lazio, nel 2005. Si tratta dello Scandalo Telecom-Sismi.
Secondo la procura di Milano, gli intercettati erano giudici, giornalisti, politici e uomini di altri servizi (l'indagine peraltro è correlata al suicidio, avvenuto nel 2006, di Adamo Bove, manager di Telecom Italia, avente incarichi nel campo della sicurezza).

#### L'inchiesta e le indagini
Il 20 settembre 2006 Giuliano Tavaroli, l'ex capo della Sicurezza di Pirelli e Telecom Italia, venne arrestato insieme ad altre 20 persone. L'accusa era quella di spionaggio e corruzione. Lo scandalo partì da un'inchiesta compiuta dai giornalisti del quotidiano La Repubblica Giuseppe D'Avanzo e Carlo Bonini. Tra gli intercettati risulterebbe anche Romano Prodi.
Il 13 dicembre 2006 Marco Mancini (ex numero due del Sismi) è stato inoltre arrestato nell'ambito dell'inchiesta sulle intercettazioni illegali di Telecom Italia, insieme a Giuliano Tavaroli (già in carcere) ed Emanuele Cipriani, investigatore privato fiorentino. L'accusa per tutti era quella di associazione a delinquere finalizzata alla corruzione e alla rivelazione del segreto d'ufficio.
Nel maggio 2007 Telecom Italia vinse il premio Big Brother Award come "peggiore azienda privata", per quanto successo in fatto di riservatezza dei dati.
Il 14 luglio 2008 la Procura della Repubblica di Milano depositò le 350 pagine dell'avviso di chiusura delle indagini, dopo aver convocati in Procura, come ultimo atto investigativo, i vertici di Telecom Italia di allora, Marco Tronchetti Provera (ex presidente) e Carlo Buora (ex amministratore delegato), in quanto persone informate sui fatti.
Per non aver vigilato sulla propria security e sui metodi usati per avere le informazioni, il gruppo Telecom Italia (unitamente al gruppo Pirelli) risultava indagato in base alla legge 231 sulla responsabilità amministrativa delle società, pur non essendo stati mossi addebiti contro l'ex presidente e l'ex amministratore delegato di Telecom Italia. Una lunga serie di reati sono stati invece contestati a 34 persone, accusate a vario titolo di aver messo in piedi una vera e propria associazione a delinquere al cui vertice c'era l'ex capo della security, Giuliano Tavaroli. Nelle interviste rilasciate nei giorni successivi alla chiusura delle indagini, Tavaroli si difese dando la propria versione dei fatti e scaricando le responsabilità sui suoi superiori, che gli avrebbero commissionate le indagini poi risultate illecite.

##### Le udienze
Durante le udienze preliminari (la prima delle quali fissata per il 31 marzo 2009), l'allora Presidente del Consiglio Silvio Berlusconi appose il segreto di Stato sulle indagini sui dossier illegali del caso.
Nel febbraio 2010 Telecom Italia e Pirelli chiesero di patteggiare l'accusa di corruzione, presentando così un'istanza di circa 7 milioni e mezzo di euro. Ciononostante, le due imprese si rappresentarono come danneggiate dai comportamenti di Tavaroli e Cipriani e restarono quindi nell'udienza preliminare solo come parti civili per l'ipotesi che costoro si fossero indebitamente appropriati di fondi delle società, e come responsabili civili rispetto ad altri reati contestati agli indagati.
In seguito l'investigatore Emanuele Cipriani dichiarò spontaneamente di aver agito per conto del presidente di Telecom Italia Marco Tronchetti Provera, preparando per lui dei dossier contenenti informazioni che potessero aiutarlo nella gestione degli affari. Nel frattempo però Marco Tronchetti Provera smentì di essere stato a conoscenza di eventuali attività illecite condotte dalla security dell'azienda o della schedatura di massa dei lavoratori.
A marzo venne sentito Fabio Ghioni, il quale dirigeva una struttura pensata per proteggere la rete Telecom ma che di fatto eseguiva attività di hackeraggio, il cosiddetto Tiger Team. Egli ha affermato che Tronchetti Provera era a conoscenza di questi attacchi informatici.
Successivamente Tronchetti Provera depose come testimone e ribadì di essere totalmente estraneo alle attività di dossieraggio illecite.

##### Le sentenze
Tra i condannati del processo di primo grado, conclusosi il 13 febbraio 2013, vi sono 7 dei collaboratori di Giuliano Tavaroli (che ha ottenuto un patteggiamento di meno di 5 anni) con pene fino a sette anni e risarcimenti per oltre 22 milioni di euro. Inoltre ci sono state condanne per l'ex collaboratore del Sisde, Marco Bernardini (sette anni e mezzo), e per l'ex investigatore privato Emanuele Cipriani (cinque anni e mezzo).
La prima Corte d'Assise di Milano ha inoltre sancito che Telecom Italia, costituitasi parte civile dovrà essere risarcita di 10 milioni dagli imputati.

### Le spese per i braccialetti elettronici
Molti hanno sollevato critiche a causa di una commessa pubblica affidata a Telecom e relativa al monitoraggio di alcuni braccialetti elettronici (una misura adottata per il controllo dei detenuti): in dieci anni (dal 2001 al 2011) lo Stato ha versato a Telecom 81 milioni di euro di abbonamento per la tracciatura di quei dispositivi. La Corte dei conti ha evidenziato l'anti-economicità della manovra, visto che in quel periodo solo 14 braccialetti sono stati utilizzati. Nel 2011 il ministro del governo Monti, Annamaria Cancellieri, ha rinnovato la commessa per ulteriori sette anni; anche il prolungamento del contratto ha suscitato diverse perplessità, visto che il figlio del ministro Cancellieri, Piergiorgio Peluso, lavora proprio a Telecom come top manager. Entrata a far parte dell'esecutivo di Enrico Letta non più come ministro dell'Interno ma come Guardasigilli, la Cancellieri aveva più volte proposto l'uso del braccialetto elettronico come strumento di contrasto al fenomeno dilagante della violenza contro le donne, e in particolare per controllare e scoraggiare i cosiddetti stalker.

## Business unit
- Business unit domestic: offre servizi di fonia e dati su rete fissa e mobile per clienti finali (retail) e altri operatori (wholesale).

Olivetti S.p.A., è parte del segmento business di core domestic e opera nell'ambito dei prodotti e servizi per l'information technology.
INWIT S.p.A. opera nel settore delle infrastrutture per le comunicazioni elettroniche, nello specifico in quelle dedicate all'ospitalità di apparati di trasmissione radio per le reti di telefonia mobile sia di TIM sia di altri operatori.
In campo internazionale opera nell'ambito dello sviluppo di reti in fibre ottiche per clienti wholesale (in Europa, nel Mediterraneo e in Sud America).
- Business unit Brasile: offre con TIM Celular S.A. servizi di telefonia mobile con tecnologia UMTS, GSM e LTE.

Nella telefonia fissa, con TIM S.A. (ex Intelig Telecomunicações) oltre che con TIM Fiber RJ e TIM Fiber SP, viene offerta anche la trasmissione dati su fibra ottica in tecnologia full IP come DWDM e MPLS e servizi di banda larga residenziale.

### Business unit domestic
- Core domestic 
  - Consumer
  - Business
  - Wholesale
  - Altri (INWIT S.p.A. e strutture di supporto)
- International wholesale – gruppo Telecom Italia Sparkle
  - TIM Sparkle S.p.A.
  - Controllate sudamericane
  - Controllate nordamericane
  - Controllate europee

#### Kena Mobile

Kena Mobile

Kena Mobile è un operatore virtuale di telefonia mobile di proprietà di TIM e appartenente al Gruppo TIM.
Fondato il 29 marzo 2017, il servizio era precedentemente erogato da Noverca, ex operatore virtuale di rete mobile. A partire dal 1º novembre 2019, con la fusione per incorporazione di Noverca in TIM, il servizio è gestito direttamente dal Gruppo TIM.
Nell'agosto 2018 Kena Mobile registrò 500.000 linee mobili e a novembre dello stesso anno raggiunse un milione di linee mobili.
Il 26 novembre 2021 Kena Mobile ha comunicato di avere 2.000.000 di clienti.
A partire da Aprile 2022 Kena Mobile ha reso disponibile il Servizio VoLTE, aprendo una pagina dedicata con i dettagli sul servizio, tra cui anche un elenco degli smartphone compatibili.
A fine novembre 2023 Kena chiude la fase sperimentale di Kena Casa e avvia la dismissione degli impianti ancora attivi entro il mese di gennaio 2024.
Il 24 ottobre 2024 Kena comunica di avere più di 2.400.000 clienti.
Il 3 marzo 2025, Kena ufficializza il lancio delle nuove SIM Green in formato Half, introducendo novità volte a migliorare la qualità della rete per i servizi voce e internet. Contestualmente, dismette il vecchio gestionale Nòverca e abilita gradualmente tutti i già clienti alle innovazioni tecnologiche nel corso del 2025.

## Operazioni societarie

### Acquisizioni

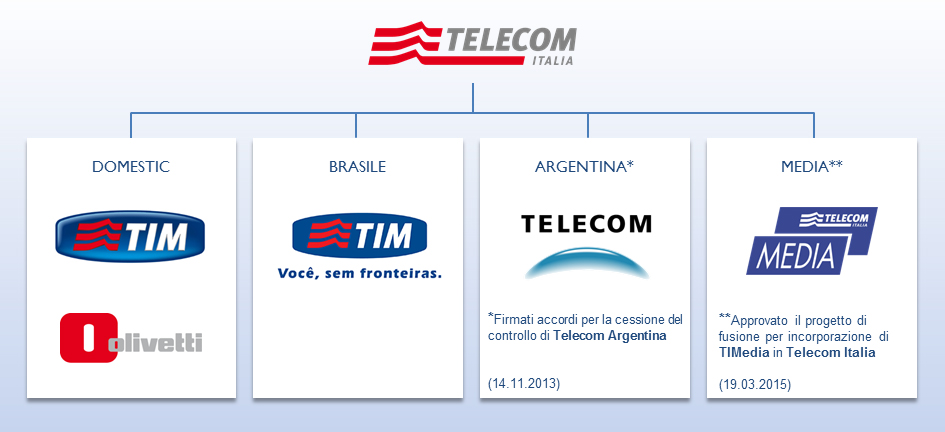
L'ex struttura societaria di Telecom Italia al marzo 2015 prima della fusione con Telecom Italia Media e della cessione di Telecom Argentina

Il piano industriale portò Telecom Italia ad acquistare aziende che si occupavano di internet a banda larga e del campo dei media.
- Nel 2000, le attività di Tin.it vennero unite a Seat (che nel frattempo aveva acquistato il portale Virgilio.it), facendo ritornare l'editore delle Pagine Gialle all'interno del gruppo.[222]
- Nel 2000, Seat Pagine Gialle comperò TMC e TMC 2 da Cecchi Gori Communications, e le trasformò rispettivamente in LA7 e MTV.[223]
- Nel 2003, Telecom Italia acquista Hansenet (ADSL in Germania) e AP.Biscom (agenzia di stampa poi ribattezzata APcom) da e.Biscom.[224][225]
- Nel 2003, il ramo d'azienda di Seat, che si occupava delle Pagine Gialle, venne venduto a una cordata di investitori italiani raggruppati nella Silver. Le attività in internet e nei media vennero riunite nella società Telecom Italia Media.[226]
- Nel 2005, vennero acquisite Liberty Surf (ADSL in Francia) e la rete internazionale in fibra ottica di Tiscali.[227]
- Nel 2006, Telecom Italia acquistò la AOL Germany da Time Warner.[225]
- Nel 2016, Telecom Italia acquisì Noverca.[228]

### Cessioni
Nell'ambito del piano di focalizzazione sul core business sono state cedute quasi tutte le partecipazioni in aziende manifatturiere (tranne l'Olivetti Tecnost, ribattezzata Olivetti S.p.A. nel 2005), alcune aziende non strategiche e varie partecipate straniere.
- Nel 2000, venne venduta a Unipol la compagnia di assicurazione MEIE.[229]
- Nel 2000, venne ceduto il 48,77 % di Italtel al fondo Clayton, Dubilier & Rice, il 18,40 % alla Cisco Systems. Telecom mantenne in Italtel una quota del 19,37 %.[230]
- Nel 2000, Telecom Italia cedette Sirti, collegata che lavorava nell'impiantistica per le reti di telecomunicazioni, a un gruppo di investitori italiani riuniti nella società Wiretel.
- Nel 2002, venne ceduto il 26 % dell'operatore spagnolo di telecomunicazioni AUNA a Endesa, Unión Fenosa e Santander Central Hispano.[231]
- Nel 2002, Telecom Italia vendette Sogei, Società che gestisce l'Anagrafe tributaria, al Ministero dell'economia e delle finanze
- Nel 2002, Telecom Italia cedette Telespazio alla Finmeccanica.[232]
- Nel 2004, venne venduto l'operatore mobile venezuelano Digitel a CANTV.[233]
- Nel 2005, Telecom Italia cedette la Finsiel, la maggiore azienda italiana nel campo del software e della consulenza informatica, al gruppo COS.[234]
- Nel 2005, venne venduta TIM Hellas ai fondi Apax Partners e Texas Pacific Group.
- Nel 2008, venne venduta Alice France all'operatore transalpino Free.[235][236][237]
- Nel 2009, venne ceduta la Hansenet Telekommunikation GmbH (operante nelle attività broadband in Germania) al gruppo Telefónica.[238]
- Nel 2010, la società vendette a France Télécom il 70 % in suo possesso dell'Elettra Tlc, azienda che si occupa di posa e manutenzione di cavi sottomarini.[239][240]
- Nel 2011, vendette la sua quota di Loquendo, pari al 99,98 % delle azioni, alla statunitense Nuance Communication.[241]
- Nel 2011, vendette la sua quota di ETECSA, pari al 27 % delle azioni, alla finanziaria cubana Rafin S.A.[242]
- Nel 2012, vendette la sua quota di Matrix (proprietaria del portale Virgilio) a Weather Investments (proprietaria del portale Libero).[243]
- Nel 2013, cedette l'emittente LA7 all'editore Urbano Cairo.[244]
- Nel 2013, cedette il 51% in suo possesso dell'emittente MTV a MTV Networks Europe, sussidiaria di Viacom.
- Nel 2016, cedette il 51% di Sofora Telecomunicaciones (Telecom Argentina) al gruppo Fintech.
- Nel 2022, cedette una quota pari al 41% della holding Daphne 3, detentrice a sua volta di una quota del 30,2% in Infrastrutture Wireless Italiane (INWIT), ad un consorzio guidato dal fondo di investimento Ardian.[245]
- Nel 2024, cedette le proprie quote delle reti NetCo e FiberCop a un consorzio guidato dal fondo KKR & Co. L.P..[246][247]

### Operazioni nei media
- Nel 2014 è stato approvato il processo di fusione per incorporazione di Telecom Italia Media in Telecom Italia,[101] definitivamente perfezionato il 30 settembre 2015.[248]
- Il 30 giugno 2014 è nata Persidera S.p.A., in seguito al perfezionamento dell'integrazione tra Telecom Italia Media Broadcasting S.r.l. e l'allora Gruppo editoriale L'Espresso.

L'operazione, avviata già alcuni mesi prima, prevedeva che TI Media detenesse il 70% delle azioni di Persidera, mentre il gruppo editoriale L'Espresso il 30%. Attraverso questa unione, Persidera è diventata un operatore di rete a copertura nazionale titolare di cinque multiplex digitali.

## Liberalizzazione e proposte di riforma societaria
Una distinzione maggiore fra due generiche attività è introducibile con una separazione societaria e, maggiormente, con una separazione patrimoniale. Un regolamento dell'autorità garante ha imposto la separazione contabile dell'attività di gestione di una rete da quella di fornitore di servizi d'accesso.

### Un problema simile per diverse infrastrutture
La situazione è analoga a quella esistente in altri settori strategici, nei quali la società proprietaria della rete risulta essere una società controllata del gruppo. Il proprietario della rete alloca la capacità disponibile fra i diversi operatori e tenderà a favorire, a discapito della concorrenza, il fornitore appartenente allo stesso gruppo.

### Monopolio naturale della proprietà e gestione concorrenziale
Nei tempi delle liberalizzazioni, si è visto come una gestione pluralistica e concorrenziale della rete, alla quale partecipino più operatori, porta vantaggi per gli utenti in termini di tariffe e di qualità. Più difficile è sostenere un argomento simile riguardo alla proprietà delle reti.
Le reti hanno forti costi di costruzione, che rendono difficilmente replicabile una seconda rete altrettanto estesa e capillare di telecomunicazioni (oppure di distribuzione del gas o corrente elettrica): quindi è improbabile avere due o più proprietari di grandi reti.
Suddividere la rete esistente in sottoreti geografiche e frazionarne la proprietà, significherebbe perdere l'interoperabilità, accessibilità e scalabilità che sono fra le caratteristiche principali richieste a una rete. Per questo raramente viene posto in discussione che il proprietario, il centro decisionale competente sull'intera rete, debba essere uno solo, per evitare ridondanze o incompatibilità nella gestione fra un'area geografica e l'altra. Il dibattito verte principalmente su come debba essere ripartito il capitale del soggetto proprietario della rete.
In questo senso, più volte l'AGCOM ha ribadito che la rete su doppino non è replicabile; e a proposito di telecomunicazioni e altre infrastrutture, la rete è equiparata ai monopoli naturali. Nel primo caso una questione economica crea un "monopolio naturale", mentre nel secondo caso si fa riferimento a un'impossibilità di duplicazione fisica per la natura e tecnica per l'uomo.

### Separazione fra proprietà e gestione
La competizione globale spinge ad aprire il mercato anche a operatori stranieri, perché anche le imprese italiane non incontrino difficoltà di accesso nei corrispondenti mercati stranieri.
D'altra parte, l'importanza strategica delle infrastrutture solleva la questione della loro "italianità", di un loro controllo in capo a soggetti pubblici o privati, comunque italiani. Una separazione fra proprietà e gestione può conciliare queste due esigenze, attraverso una proprietà "italiana" e una gestione aperta anche a operatori esteri.

### Il modello delle telecomunicazioni britannico
Una vera concorrenza al settore delle telecomunicazioni arriverebbe sul modello britannico da una società proprietaria della rete, con separazione patrimoniale e vincoli al possesso di azioni anche con società collegate o controllate rispetto alla Telecom Italia, che resterebbe un operatore di rete come la Wind, la Tele2 e altri.
Nel modello inglese la società proprietaria della rete è una società ad azionariato diffuso.

### La partecipazione pubblica come nei Paesi UE
In Italia si propone come ulteriore garanzia una significativa partecipazione pubblica (20-30%) al capitale della società, tale da averne il controllo con maggioranza relativa, ma da renderla difficilmente scalabile per via del forte indebitamento e del restante 70% ad azionariato diffuso che andrebbe "rastrellato" in borsa.
A seconda della volontà politica, una partecipazione pubblica alta può opporsi infatti in linea di principio a tentativi di scalata, ma può anche agevolare per tempo con legislazioni favorevoli un processo di privatizzazione. Una garanzia più robusta unisce la presenza pubblica a quella di un prevalente azionariato diffuso.

### Servizio universale e ripartizione dei costi
Il proprietario della rete, nel modello inglese e in altri Stati, è soggetto alla legge del servizio universale, che lo obbliga a manutenere e ammodernare l'intera estensione geografica della rete. La legge impone degli investimenti che in sé non sono remunerativi, e dovrebbero garantire un servizio minimo essenziale di telefonia a tutta la popolazione.
In Italia, i costi del servizio universale sono per legge interamente a carico dell'operatore di telefonia con la maggiore quota di mercato. Lo Stato italiano corrisponde annualmente gli oneri all'operatore per garantire i servizi previsti dalla legge. L'ammontare di questi trasferimenti dallo Stato alle aziende private può essere molto superiore agli oneri effettivamente sostenuti, e talora è oggetto di accuse rispetto al diritto antitrust, qualificando i trasferimenti come "aiuti di Stato".
In altri Paesi i costi fissi vengono ripartiti fra i vari operatori in misura proporzionale alla quota di mercato. La quota è calcolata a partire dal fatturato che è un dato certo e univoco del bilancio. La manutenzione e l'ammodernamento costituiscono un forte indebitamento che rende poco contendibile la società e poco appetibili i tentativi di scalata.
Nel 2005 (ultimi dati disponibili) Telecom Italia ha riferito di aver sostenuto i seguenti oneri, per lo svolgimento del servizio universale:
- Fonia vocale: 33,5 milioni di euro
- Telefonia pubblica: 14,7 milioni di euro
- Categorie agevolate: 10,1 milioni di euro

Per un totale di 58,4 milioni di euro: lo Stato, attraverso il Fondo finanziamento del costo netto degli obblighi del servizio universale (cui contribuiscono tutti gli operatori che usufruiscono delle reti pubbliche di telecomunicazioni), ha rimborsato a Telecom Italia 25,58 milioni di euro.

## Dati economico-finanziari

### 2007-2009
Nel 2007 Telecom Italia S.p.A. ha chiuso l'esercizio con un ricavo di 31,013 milioni di euro, un EBIT di 5,955 milioni, un profitto di 2,455 milioni. L'indebitamento finanziario netto ammonta a 35,701 milioni, il patrimonio netto a 26,985 milioni, la capitalizzazione in borsa è di 39,345 milioni di euro. La Telecom ha impiegato mediamente 79 628 dipendenti. Detiene partecipazioni per 11,19 milioni di euro.
Nell'esercizio 2008, ha ottenuto 30 158 milioni di euro di ricavi, un EBIT di 5 463 milioni di euro, un utile netto di 2 215 milioni di euro. L'indebitamento finanziario netto ammonta a 20 039 milioni di euro, il patrimonio netto a 26 856 milioni di euro, la capitalizzazione in borsa è di 34 049 milioni di euro.
Nel corso dell'esercizio relativo all'anno 2009, il Gruppo ha generato un ricavo pari a 27 163 milioni di euro, un EBITDA di 11 115 milioni di euro, un utile netto di 1 581 milioni di euro e ha effettuato investimenti industriali per 4 543 milioni di euro. L'indebitamento finanziario netto ammonta a 34 747 milioni di euro. Il personale del Gruppo, al 31 dicembre 2009, è pari a 71 384 unità di cui 60 872 in Italia. Alla stessa data, il numero di accessi retail alla rete fissa in Italia è di circa 16,1 milioni, gli accessi broadband retail in Italia ammontano a 7 milioni, le linee TIM a 30,8 milioni e i clienti della TIM brasiliana 41,1 milioni. La7 ha uno share medio giornaliero del 3,0% mentre i visitatori unici di Virgilio si attestano a circa 3,2 milioni al giorno.

### 2010-2012

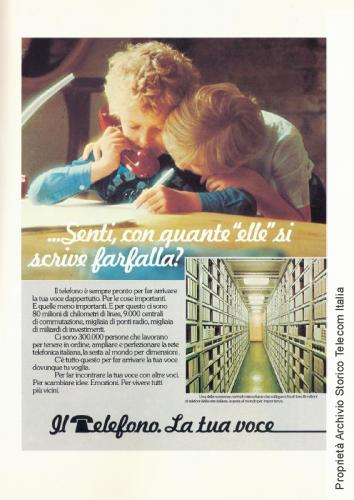
Inserzione della campagna Il telefono. La tua voce, 1977-1982.

Il gruppo Telecom Italia nel 2010 ha ottenuto 27 571 milioni di euro di ricavi, un EBITDA di 11 412 milioni di euro, un utile netto di 3 121 milioni di euro e ha effettuato investimenti industriali per 4 583 milioni di euro. L'indebitamento finanziario netto ammonta a 32 087 milioni di euro. Il personale del Gruppo, al 31 dicembre 2010, è pari a 84 200 unità di cui 58 045 in Italia. Alla stessa data, il numero di accessi retail alla rete fissa in Italia è di circa 15,4 milioni, gli accessi broadband retail in Italia ammontano a 7,2 milioni, le linee TIM a 31 milioni, i clienti della TIM brasiliana a 51 milioni e le linee mobili in Paraguay a 1,9, mentre in Argentina le linee fisse sono 4,1 milioni, 1,4 milioni gli accessi broadband, 16,3 milioni i clienti mobili. La7 ha uno share medio giornaliero del 3,1% e i visitatori unici di Virgilio sono in media 3,7 milioni al giorno.
Nel 2011 il Gruppo ha ottenuto 29 957 milioni di euro di ricavi, un EBITDA di 12 246 milioni di euro, un utile netto negativo di 4 726 milioni di euro (causa impatto negativo della svalutazione dell'avviamento) e ha effettuato investimenti industriali per 6 095 milioni di euro. L'indebitamento finanziario netto ammonta a 30 414 milioni di euro. Il personale del Gruppo, al 31 dicembre 2011, è pari a 84 124 unità di cui 56 878 in Italia. Alla stessa data, il numero di accessi retail alla rete fissa in Italia è di circa 14,7 milioni, gli accessi broadband retail in Italia ammontano a 7,1 milioni, le linee TIM a circa 32,2 milioni, quelle della TIM brasiliana a 64,1 milioni e le linee mobili in Paraguay a 2,1, mentre in Argentina le linee fisse sono 4,1 milioni, 1,5 milioni gli accessi broadband, 18,2 milioni i clienti mobili.
Nel 2012 Telecom Italia ha chiuso l'esercizio con investimenti pari a 5,19 miliardi, 23,01 miliardi di patrimonio netto e realizzato ricavi per 29,50 miliardi, di cui: 17,88 miliardi da BU Domestic; 7,47 miliardi da BU Argentina; 3,78 miliardi da BU Brasile; 0,56 miliardi da Media, Olivetti e altro. A tali dati sono da sottrarre 206 milioni di elisioni. EBITDA di 11,64 miliardi, Ebit di 1,92 miliardi, perdite per 1,27 miliardi. I risultati sono in contrazione rispetto all'esercizio precedente per via della crisi economica italiana (BU Domestic) e della riduzione dei corrispettivi per la terminazione su rete mobile, decisa dall'AGCOM. La perdita è altresì imputabile a una svalutazione dell'avviamento pari a 4,43 miliardi.

### 2013-2018
Nel 2013, il gruppo Telecom Italia ha effettuato investimenti per 4,4 miliardi, 26,8 miliardi di investimento finanziario netto e ha ottenuto 23,4 miliardi di euro di ricavi, di cui: 16,17 miliardi dalla BU Domestic; 6,94 miliardi dalla BU Brasile; 0,39 miliardi da Media, Olivetti e altre attività. I ricavi sono in riduzione a causa delle contrazioni delle attività domestiche e brasiliane. A causa di svalutazioni dell'avviamento dovute a deterioramento del contesto macroeconomico, delle decisioni dell'AGCOM riguardo ai prezzi di accesso wholesale alle rete in rame, performance commerciali, indicatori finanziari e aspettative della business unit domestic, riporta 9,54 miliardi di EBITDA, 2,71 miliardi di Ebit e perdita di 674 milioni. Il valore residuo di impianti, immobili e macchinari ammonta a 12,29 miliardi, 6,28 miliardi il valore residuo delle "conoscenze" intese come concessioni, brevetti, licenze, diritti di brevetto industriale e di utilizzazione di opere d'ingegno, 20,18 miliardi di patrimonio netto.
Il Gruppo nel 2014 ha effettuato 4,94 miliardi di investimenti ottenendo 8,79 miliardi di EBITDA, 4,53 miliardi di Ebit, un utile netto consolidato di 1,35 miliardi di euro e un ricavo 21,57 miliardi di euro, di cui: 15,30 miliardi dalla BU Domestic; 6,24 miliardi dalla BU Brasile; 0,71 miliardi da Media e altre attività. A partire dal 2014, la business unit domestic accoglie, oltre a Core Domestic e International Wholesale, anche il gruppo Olivetti; il periodo posto a confronto è stato di conseguenza modificato.
Nel 2015, Telecom Italia S.p.A. termina l'esercizio con un EBITDA pari a 5,266 miliardi di euro, un debito finanziario di 25,9 miliardi di euro e ricavi dai servizi domestici attestati a 14,058 miliardi di euro, dei quali: 10,372 miliardi derivanti dal mercato della rete fissa e 4,517 miliardi da quello mobile.
Nell'esercizio 2018 il gruppo Telecom Italia ha riportato un fatturato pari a € 18 940 miliardi e generato perdite per € 1 152 miliardi. L'EBITDA è stato pari a € 7 403 miliardi.
La politica della riduzione dei costi ha portato alla riduzione del personale di 23 mila unità dal 2007 al 2017, di cui 16 mila in Italia.

## Identità aziendale
Il logo Telecom Italia venne presentato nel 1994, ma è da considerare il frutto di un'evoluzione storica e dei cambiamenti dell'azienda. L'origine del simbolo è infatti da rintracciare nei loghi delle società SIP e STET, che hanno portato alla nascita di Telecom Italia. Rispetto allo storico marchio SIP, presentato nel 1983, le variazioni riguardano prevalentemente il lettering e il colore. Le quattro "ondine" rosse, scese a tre nel 2003, intendono richiamare i cavi telefonici attraverso cui avviene la comunicazione. Il nuovo logo, in uso dal 2016, si ispira al trigramma Gèn (montagna, riflessione) del libro dei Mutamenti. 

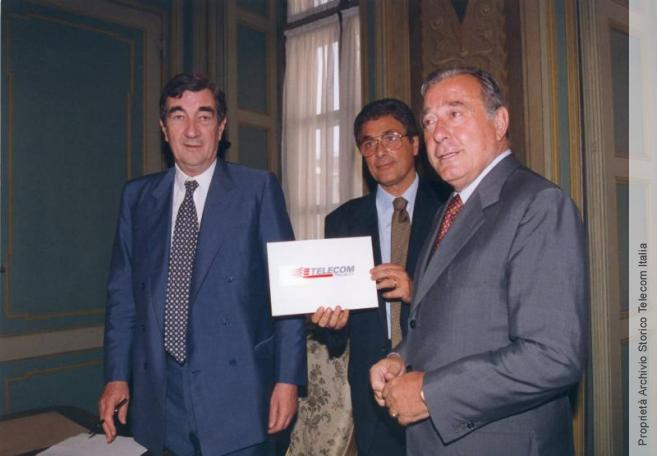
Ernesto Pascale, Guido Pugliesi e Biagio Agnes presentano alla stampa nel 1994 il logo aziendale

### Loghi

1994-2003
2003-2016
2016-2019
In uso dal 2019

## Azioni
TIM è stata quotata per la prima volta sul mercato della Borsa di Milano il 27 ottobre 1997, in seguito alla sua privatizzazione. Le azioni della società sono state collocate tramite un'Offerta Pubblica di Vendita (OPV) a un prezzo di circa 10.902 lire per azione.

### Dividendi
- 24 febbraio 2021. Azioni ordinarie: 0,01 euro per azione; azioni risparmio: 0,0275 euro per azione.
- 23 aprile 2020. Azioni ordinarie: 0,01 euro per azione; azioni risparmio: 0,0275 euro per azione.
- 21 febbraio 2019. Azioni ordinarie: 0 euro per azione, azioni risparmio: 0,0275 euro per azione.[265]
- 18 giugno 2018. Azioni ordinarie: 0 euro per azione; azioni risparmio: 0,0275 euro per azione.
- 19 giugno 2017. Azioni ordinarie: 0 euro per azione; azioni risparmio: 0,0275 euro per azione.
- 20 giugno 2016. Azioni ordinarie: 0 euro per azione; azioni risparmio: 0,0275 euro per azione.
- 22 giugno 2015. Azioni ordinarie: 0 euro per azione; azioni risparmio: 0,0275 euro per azione.
- 22 aprile 2014. Azioni ordinarie: 0 euro per azione; azioni risparmio: 0,0275 euro per azione.
- 25 aprile 2013. Azioni ordinarie: 0,02 euro per azione; azioni risparmio: 0,031 euro per azione.
- 21 maggio 2012. Azioni ordinarie: 0,043 euro per azione; azioni risparmio: 0,054 euro per azione.
- 18 aprile 2011. Azioni ordinarie: 0,058 euro per azione; azioni risparmio: 0,069 euro per azione.
- 24 maggio 2010. Azioni ordinarie: 0,05 euro per azione; azioni risparmio: 0,061 euro per azione.
- 20 aprile 2009. Azioni ordinarie: 0,05 euro per azione; azioni risparmio: 0,061 euro per azione.

### Capitale sociale
Il capitale sociale di TIM è pari a 11.677.002.855,10 euro composto da: 15.329.466.496 azioni ordinarie e 6.027.791.699 azioni di risparmio.

## Fondazione TIM
La Fondazione TIM (fino al gennaio 2016 Fondazione Telecom Italia) è stata costituita il 24 dicembre 2008 ed è attiva nel settore dell'inclusione sociale, ha finanziato nel 2011 la riapertura della biblioteca provinciale "Salvatore Tommasi" dell'Aquila e vari progetti destinati ai giovani in situazioni di disagio.

## Archivio storico
L'Archivio storico TIM (fino al 2016 Archivio storico Telecom Italia), inaugurato a Torino nel 1998, dispone di 18 km lineari di immagini storiche ed è fra i maggiori archivi d'impresa sul territorio italiano e in Europa. Il fondo Telecom Italia S.p.A. (estremi cronologici: fine XIX secolo-2000) costituisce una straordinaria fonte di documentazione storica e tecnica per le ricerche sulle reti elettrica e telefonica perché raccoglie non soltanto il fondo documentario del principale operatore telefonico italiano, ma anche gli archivi di alcune società elettriche del Nord-Ovest operanti dalla fine dell'Ottocento ai primi anni Trenta del Novecento. Sono inoltre conservati più di 1800 oggetti, apparecchi e attrezzature, dalle centrali di sistema ai selettori, dai contatori alle cassette duplex, dai relè ai tavoli di prova, dai telefoni ad uso pubblico e privato agli attrezzi di lavoro, oltre a un ricco patrimonio librario di volumi tecnici specializzati. Nel 1992 è stato riconosciuto di notevole interesse storico dalla Soprintendenza per i beni archivistici del Piemonte del Ministero per i beni e le attività culturali.

## Apparecchi telefonici prodotti
La Telecom ha prodotto diversi tipi di telefoni fissi per utenza privata, tra i quali i diversi tipi di Sirio (in sostituzione del precedente telefono SIP) quali Sirio 2000, Sirio 187, Sirio, Sirio Classico e Sirio Maxi, il cordless Aladino ed il videotelefono Telecom. Dal 2016 il Sirio Classico viene prodotto per conto di TIM, insieme ad altri telefoni cordless che vengono frequentemente associati alla fibra ottica.